# Capodimonte Porzellan

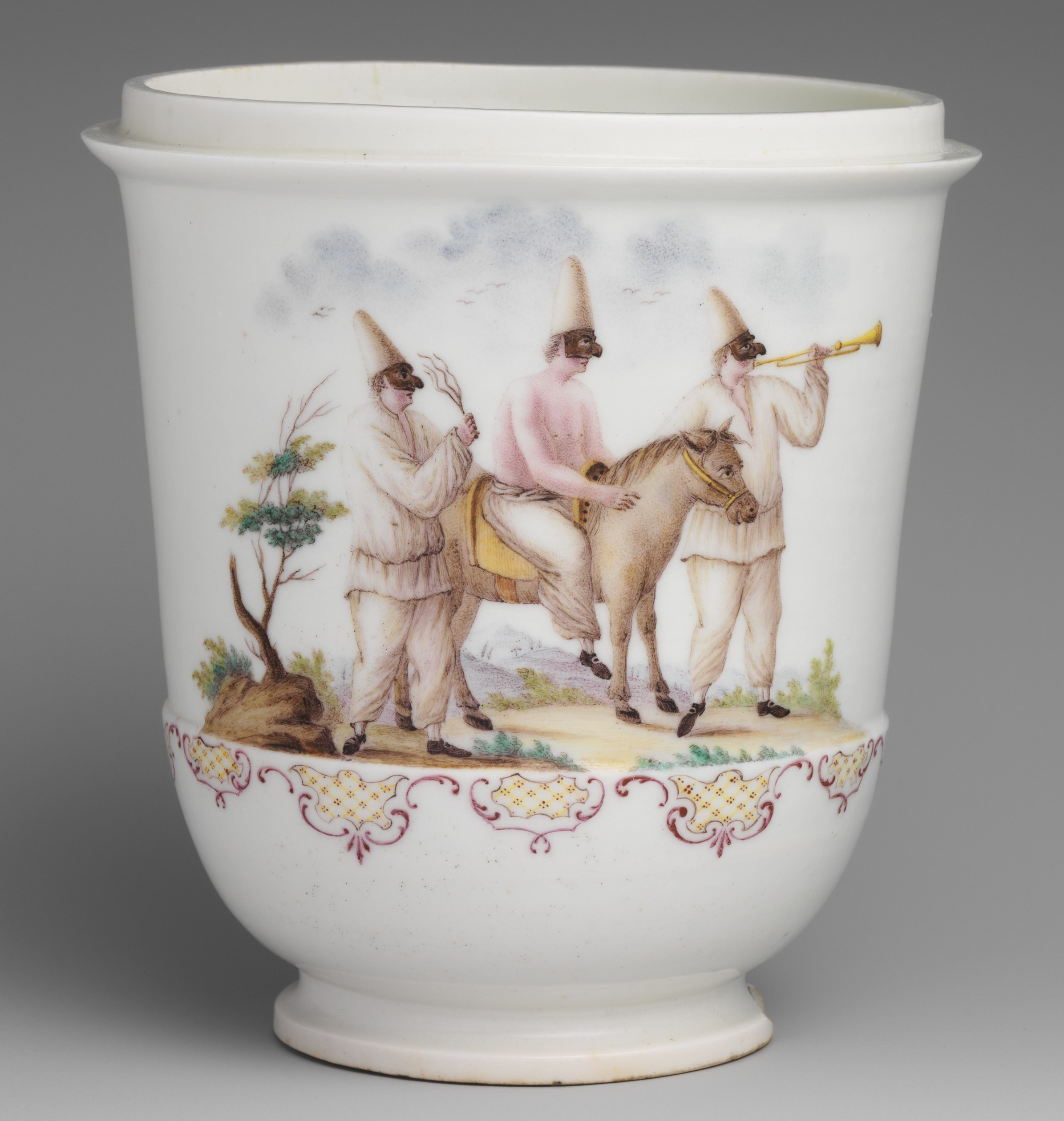
Krug bemalt von (oder im Stil von) Giovanni Caselli mit drei Pulcinellas aus der Commedia dell'arte, 1745–1750, 16,2 cm hoch.

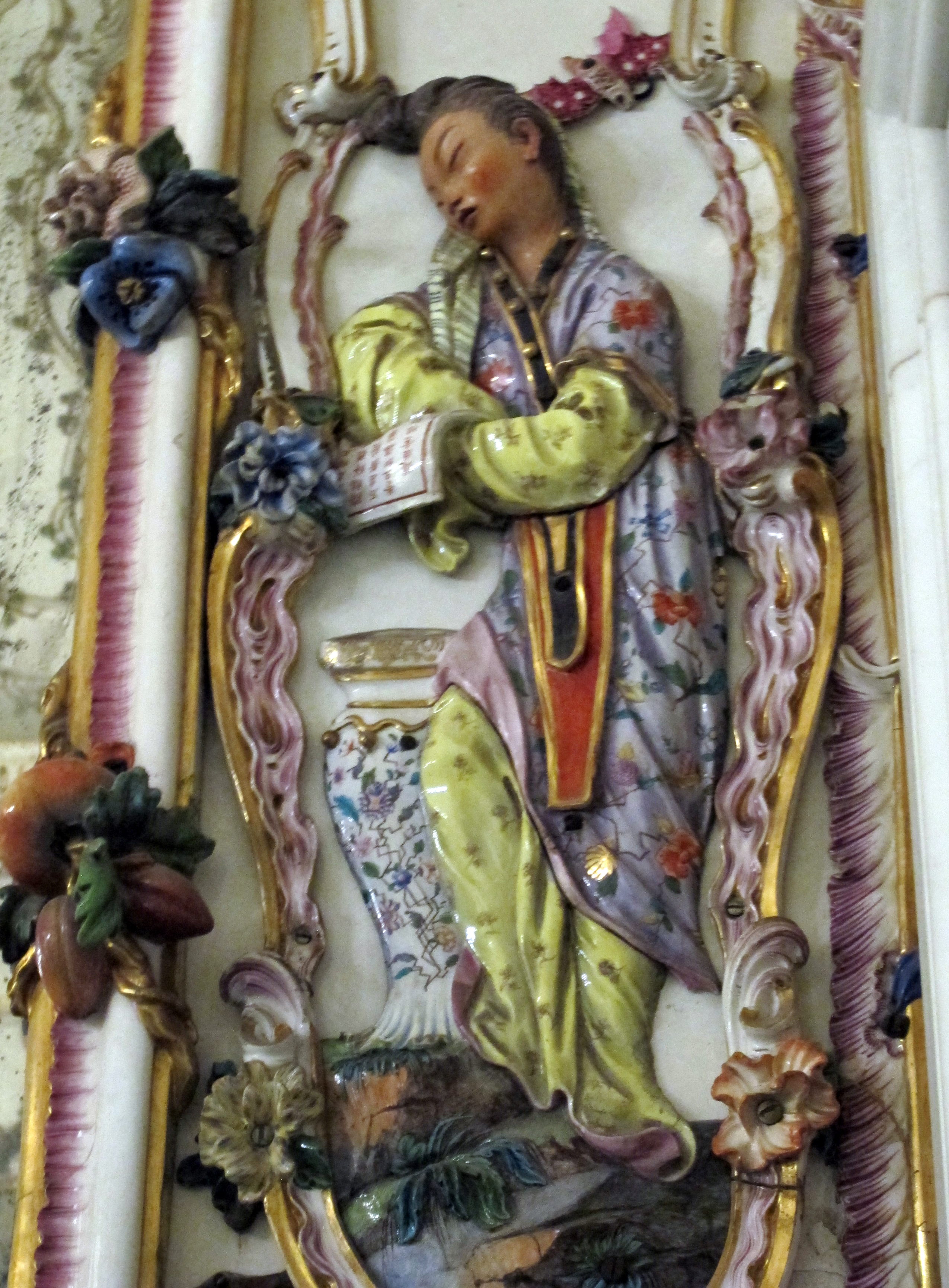
Detail aus dem Porzellanraum heute im Palast von Capodimonte

Capodimonte Porzellan (auch „Capo di Monte“) ist italienisches Porzellan, das von der Capodimonte Porzellanmanufaktur (Real Fabbrica di Capodimonte) hergestellt wurde. Es wurde in Neapel zwischen 1743 und 1759 produziert. Capodimonte ist neben dem Doccia-Porzellan aus Florenz die bemerkenswerteste Manufaktur für frühes italienisches Porzellan. Es ist für seine geformten Figurinen berühmt.
Das Porzellan von Capodimonte und später von Neapel war ein feines lichtdurchlässiges Weichporzellan. Es war schöner aber schwerer zu brennen als deutsches Hartporzellan. Zudem war es ein besonders klares, warmes, weißes Porzellan bedeckt mit einer milden glänzenden Glasur. Die Capodimonte Marke zeigte eine Lilie. Entweder war sie blau oder sie war als Relief in einen Kreis geprägt.
Die komplette Capodimonte Manufaktur wurde nach Madrid verlegt  (und wurde zur Real Fábrica del Buen Retiro), nachdem der Gründer Karl III. den spanischen Thron von seinem Bruder im Jahr 1759 erbte. Genau genommen war dies das Ende des Capodimonte Porzellans. Die Reputation des Manufakturprodukts war jedoch so hoch, dass der Name oft für Porzellan aus anderen Manufakturen von oder um Neapel verwendet wurde.
Die erste unter ihnen war die neue königliche Manufaktur, die von Ferdinand I. (Sizilien) gegründet wurde und die von 1771 bis 1806 produzierte. Diese wurde auch Neapel Porzellan genannt, offiziell war es die königliche Porzellanmanufaktur von Neapel (Real fabbrica delle porcellane di Napoli) oder Real Fabbrica Ferdinandea. Seit dem 19. Jahrhundert wurde der Name für verschiedene Produkte und für eine große Auswahl von Porzellan verwendet.

## Geschichte

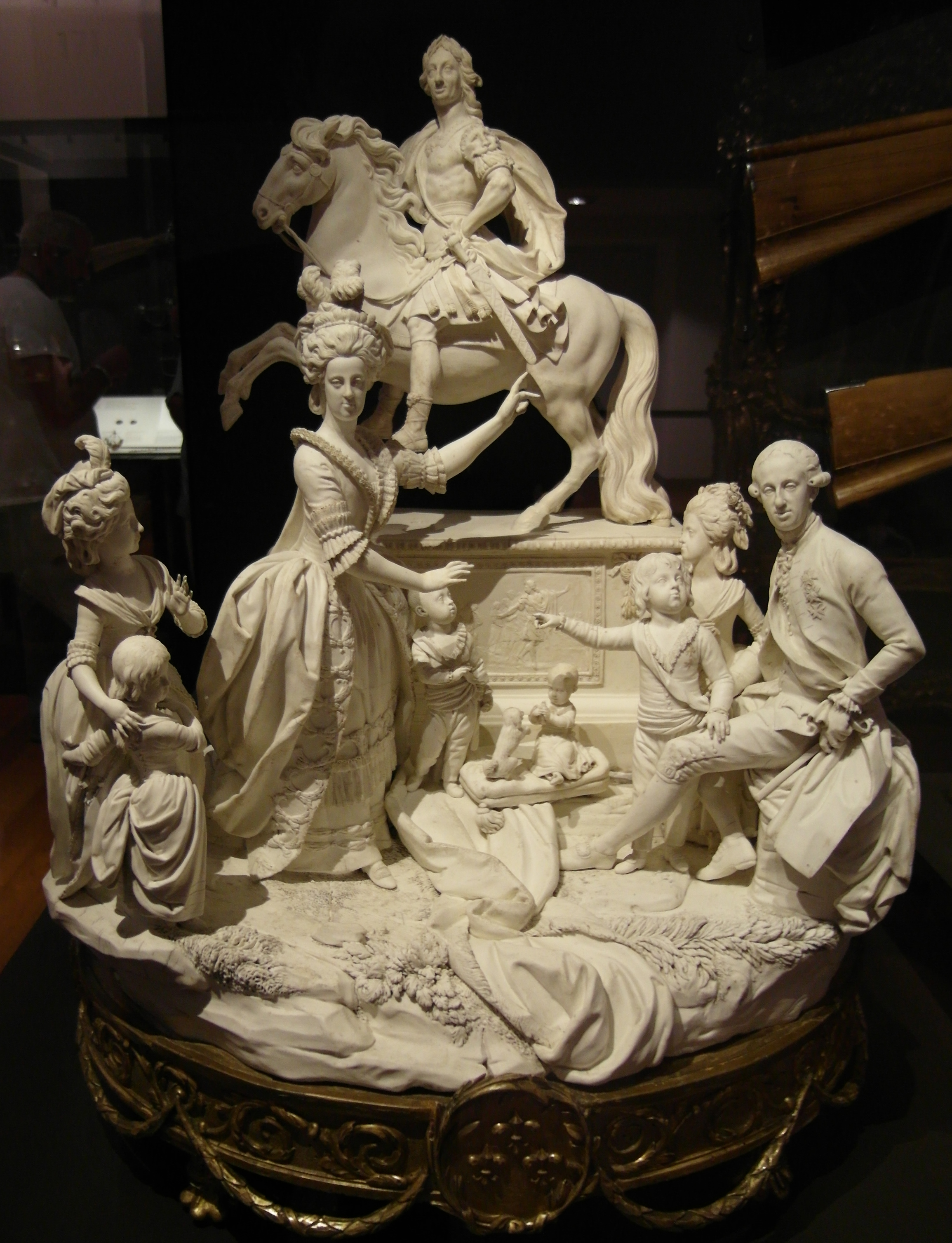
Neapel Biskuitporzellangruppe von den Bourbonen: König Karl im Hintergrund, Ferdinand sitzend mit seiner Frau und einigen seiner 18 Kinder, Filippo Tagliolini, ca. 1784.

Im Jahr 1743 gründete der neu angekommene Bourbonenkönig Karl III. (Spanien) und seine Frau Königin Maria Amalia von Sachsen (1724–1760) die Manufaktur in den Gründen des Palastes von Capodimonte am Stadtrand von Neapel (heute ein Kunstmuseum). Der Großvater der Königin war August der Starke Kurfürst von Sachsen. Er gründete die Meissener Porzellanmanufaktur an der Spitze der europäischen Porzellanproduktion. Ihrer Mitgift soll unter anderen 17 Meissener Tischservices beinhaltet haben. Sie rekrutierten den flämischen Chemiker Livio Ottavio Schepers, dessen Sohn sich anschloss und den Maler Giovanni Caselli (1698–1752), dem später auch seine Nichte Maria folgte. Der Florentiner Bildhauer Giuseppe Gricci (1700–1770) arbeitete bereits seit 1738 für die neapolitanische Krone und kam als Hauptmodelleur hinzu. Ab 1755 hatte er fünf anderer Modelleure, die für ihn arbeiteten. Sie stellten die Formgefäße für die Stücke her.
Das diplomatische Netzwerk des Königs war beauftragt, erfahrene Arbeiter und Handelsgeheimnisse auszukundschaften. Sie zahlten großzügig und es fand eine erfolgreich organisierte Suche nach den Quellen der richtigen Mineralien statt. Lokale Autoritäten sandten Muster an die Hauptstadt.
Karl gründete außerdem die königliche Manufaktur für Tapisserie und pietra dura. Neapel hatte bereits viele Manufakturen, die Majoliken und andere Töpferware herstellten, oftmals als Nebenprodukte von Backstein. Die Werber für Capodimonte schauten eher auf die Majolika Arbeiter herab und die Hauptstellen wurden an importierte Arbeiter vergeben.  Der lokale Markt entwickelte sich in dieser Zeit stark. Dabei half die Mode, Schokolade zu trinken. Capodimonte stand im Wettbewerb mit importierten Porzellanen aus China und Deutschland an der Spitze des Marktes, mit englischem Porzellan und lokal glasiertem Tongut (Wegdwoodware und der italienischen Version, die terraglia genannt wird) in dem mittleren und niedrigeren Segmenten des Marktes.
Als Karl 1759 König von Spanien wurde, nahm er die Ausrüstung und 40 wichtige Arbeiter inklusive Gricci mit und gründete die Real Fábrica del Buen Retiro in Madrid. Weil sie beinahe fünf Tonnen keramische Masse und die Hauptkünstler mitnahmen sowie weiterhin die Lilien-Marke verwendeten, ist es schwer die Produkte der beiden Manufakturen in den Jahren des Umzugs voneinander zu unterscheiden. Obwohl die Capodimonte-Infrastruktur und die Ausstattung wie Brennöfen und Formen, die nicht mit nach Spanien genommen wurden, zerstört wurden, wurden viele der übrigen Arbeiter von der neuen Giustiniani Manufaktur angestellt. Diese versuchte die Formel für Porzellan zu finden, aber scheiterte und machte stattdessen feine Tonwaren ähnlich wie Wedgewood.
Als die Porzellanproduktion nach 15 Jahren wieder anlief, wurde die neue neapolitanische Manufaktur komplett an anderem Ort (zu Beginn in Portici) wieder aufgebaut und übernahm einige Arbeiter der Capodimonte Manufaktur. Sie nutzten dort eine ähnliche weichteigige Masse. Diese war geeignet für klassizistische Themen und Stile sowie Figuren in unglasiertem Biskuitporzellan. Im Jahr 1806 marschierte Napoleon in das Königreich Neapel ein und die Bourbonen flohen nach Sizilien beschützt von der britischen Marine. Die Produktion in der Manufaktur lief aus. Neapel Porzellan hatte üblicherweise das Zeichen einer Krone über einem blauen „N“. Jedoch wurde und wird diese Marke für viele Imitationen mit großer Varianz in der Qualität verwendet.
Nachdem die Neapel Porzellanmanufaktur geschlossen hatte, stellten neapolitanische Töpfereien weiterhin Stücke ähnlich der Wedgewoodware, fein glasierte Irdenware her. Während der zweiten Hälfte des 19. Jahrhunderts wurden die ersten privaten Porzellanmanufakturen in Neapel errichtet, schließlich einschließlich Majello (1867), Mollica, Cacciapuoti, Visconti und viele andere. Kopien und Fälschungen der frühen Capodimonte Stücke wurden von vielen Manufakturen hergestellt, anscheinend wurden die größten in Rudolstadt in Deutschland hergestellt. Mit wenig oder keiner Kontrolle über die Verwendung des Markennamens tragen heute auch viele billige Irdenware Stücke den Namen. „Capo di Monte“ wurde auch im 19. Jahrhundert beispielsweise von Royal Worcester in England verwendet, um sich auf den Stil der Figurinen zu beziehen. Jedoch stehen diese nur wenig in Zusammenhang mit den neapolitanischen Stücken aus dem 18. Jahrhundert.

## Charakteristik

### Capodimonte, 1743–1759
Die wahren Capodimonte Stücke aus der kurzen Periode von 1743 bis 1759 beinhaltete Tischware des üblichen Types, Figuren und das Porzellanboudoir von Maria Amalia von Sachsen, das komplett aus Porzellanpanels mit Chinoserien verziert war. Es wurde ursprünglich für den Palast von Portici (1757–59) angefertigt, befindet sich aber heute im Palast von Capodimonte. Das gleiche Team fertigte später die Räume in Spanien im Königlichen Palast von Aranjuez (1763–65) und im Palacio Real in Madrid (1770er) an. Wie in anderen Manufakturen auch, wurde das Meissener Porzellan als Hauptvorbild genommen.

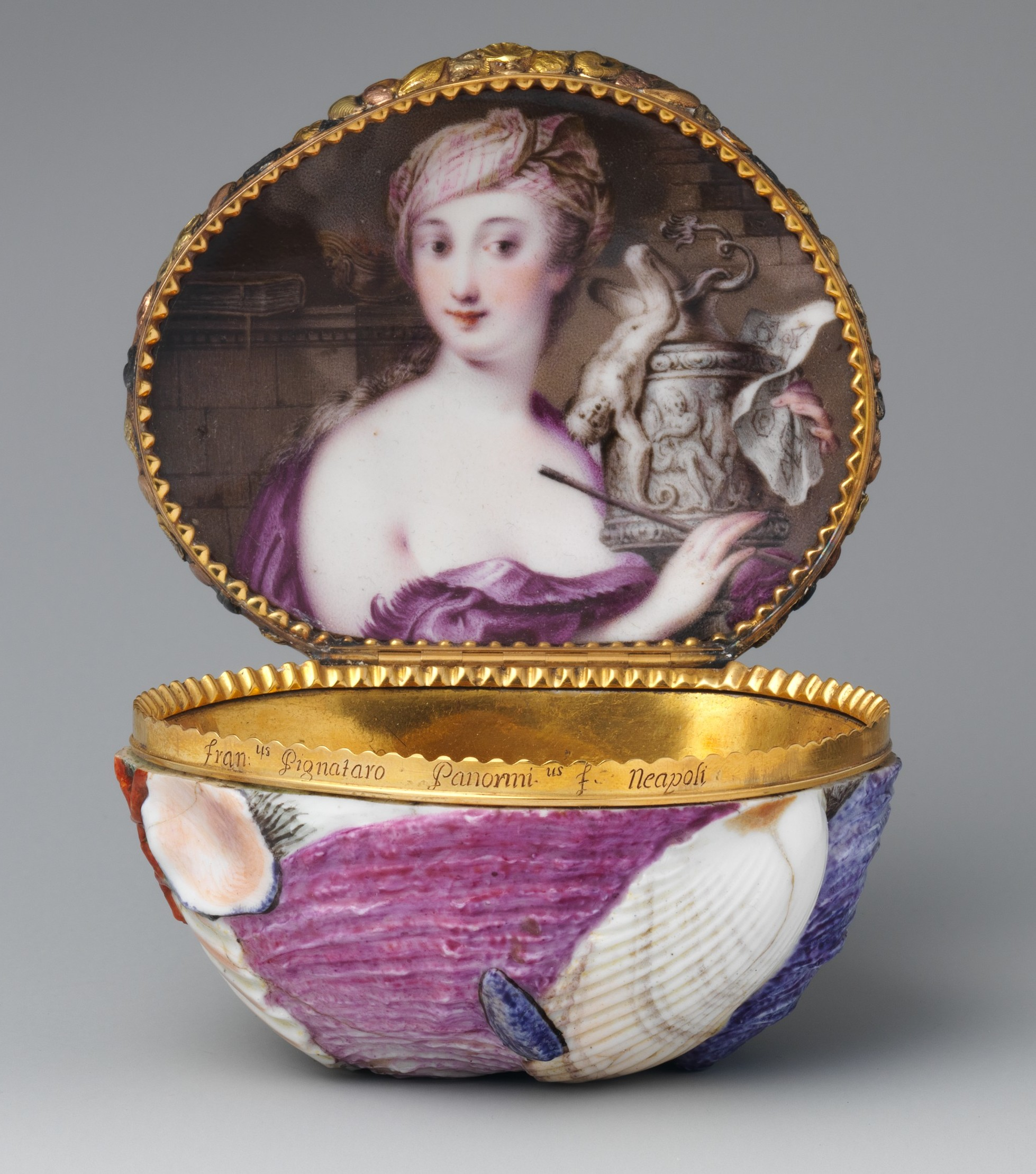
Muschelförmige Schnupftabakdose von Gricci, Caselli und einem Goldschmied, 1745–1750

Die 1740er Jahre sind gut dokumentiert, aber die Zeit danach ist nur wenig dokumentiert. Die muschelförmige Schnupfdose modelliert in flachen Relief mit kleinen Muscheln und Seegras war ein Gricci-Entwurf, der im ersten Jahr eingeführt wurde und beliebt blieb. Das innere des Deckels wurde mit einem Porträt oder einem anderen Thema ausgemalt und ein Goldschmied fügte eine Fassung und Scharniere hinzu.
Die beliebten Figuren von gewöhnlichen Menschen wurden früh eingeführt und es gab eine große Anzahl an Modellen. Auch weil Buen Retiro sich auf jene konzentrierte, ist es bei diesen Stücken am schwierigsten, die neapoltanischen und die Madrider Stücke zu unterscheiden. Die Figuren tendieren dazu, außergewöhnlich kleine Köpfe, breite Hände und Füße zu haben und in den Gesichtszügen und Kostümen stark bemalt zu sein. Sie sind modelliert mit einem unfehlbaren Auge für Posen und Gesten. Oft wurde die Farbe nur genutzt, die Ecken der Kleidungsstücke und Objekte zu definieren. Die genutzte weiche Masse erlaubte keine so scharfe Definition oder derart dünne Elemente wie bei der deutschen harten Masse. Die Modelleure mussten dementsprechend ihren Stil anpassen.

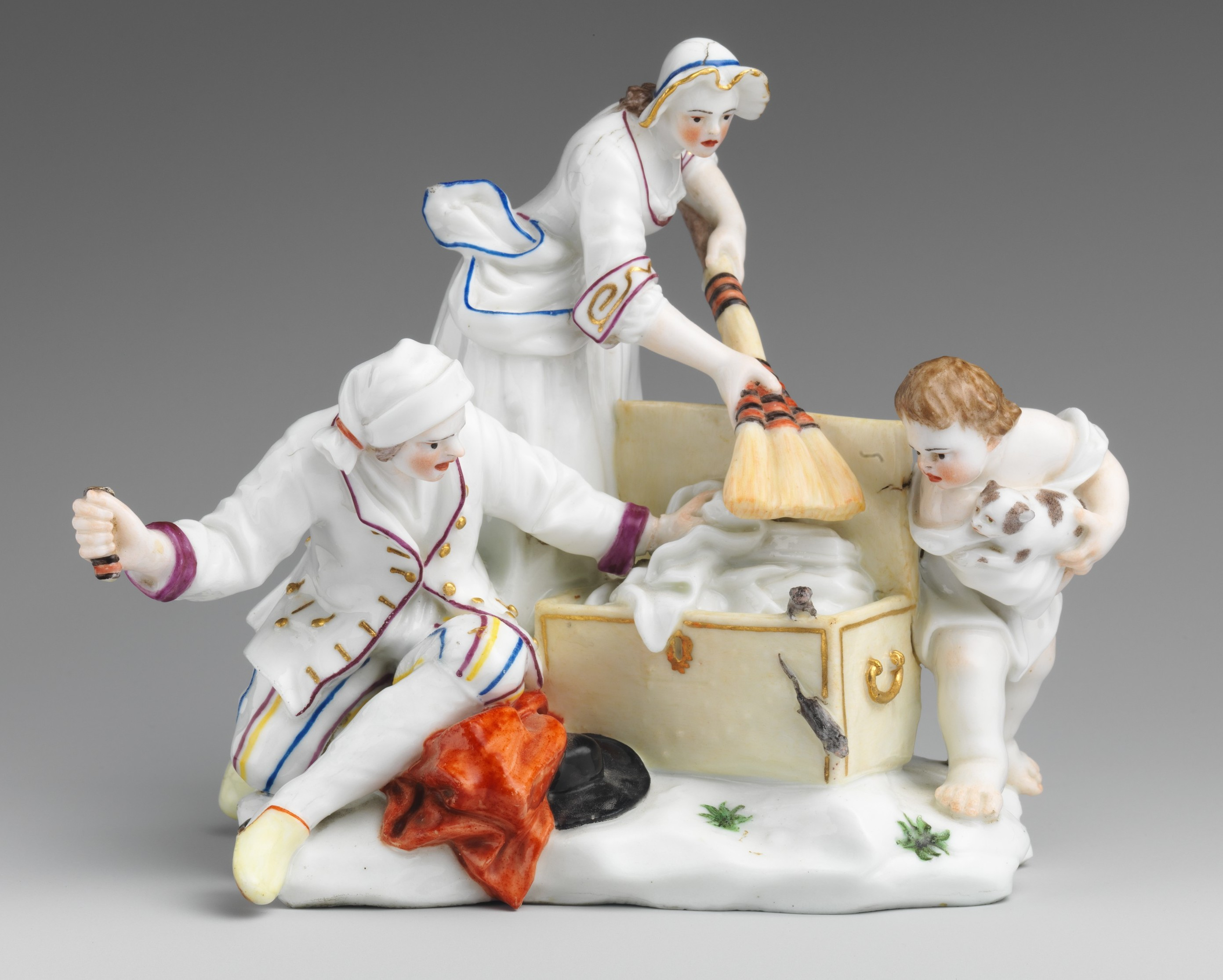
Mäusefänger, modelliert von Giuseppe Gricci, 1755–1759

Der Keramikverkäufer, der einen Druck nach einer Zeichnung von Annibale Carracci adaptiert, stammt aus einer Serie, die in den Archivalien figure che rappresentano poveri (Figuren von armen Leuten) genannt wird. Obwohl es nicht zu den später so benannten Capodimonte-Figuren passt, ist deren Kleidung ordentlich und sauber. Ansonsten wurden solche Themen mit Verkäufern auch la voci di Napoli (Straßenschreier von Neapel) genannt. Eine Ausnahme zu der allgemein guten Stimmung der Serien bildet eine Figur eines verstümmelten Kriegsveteranen und Bettler, der nur noch ein intaktes Bein und ein Auge hat. Nur ein einzelnes Exemplar ist davon bekannt, es wurde 2012 für 30,000 Pfund versteigert. In der selben Auktion wurde eine Mäusefänger-Gruppe für 73,250 Pfund versteigert.
In gemalten Szenen nach Casellis Stil waren die Kompositionen aus einer Abstufung mit sehr feiner Tupfentechnik aufgebaut, bei denen weiche Grau- und Brauntöne zur Verwendung kamen, wie es in einem Krug mit Pulcinellas auftritt. Die Palette für Chinoiserien, die im Porzellanraum und in anderen Stücken Verwendung fand, war viel stärker. Abgesehen von den Casellis war G. Della Torre ein Maler, der sich in Landschaften und Figuren sowie Kampfszenen spezialisierte. Seine Wolken sind oft deutlich in violett und blassen orange-rot gefärbt (siehe die Untertasse in der Galerie). Angesichts des Maßstabs der Produktion und der anderen dokumentierten Modelleure und Maler, sind Kuratoren und Wissenschaftler in der Zuordnung einzelner Werke zu individuellen Händen der Hauptdesigner und Maler nun weniger sicher, obwohl es klar ist, dass diese den Stil etabliert haben und die Produktion eng überwachten. Nur Gricci ist dafür bekannt, dass er zwei religiöse Figuren signierte. Wie es für die Zeit normal war, signierten die Maler ihre Werke nicht.
Capodimonte Porzellan, 1743 bis 1759

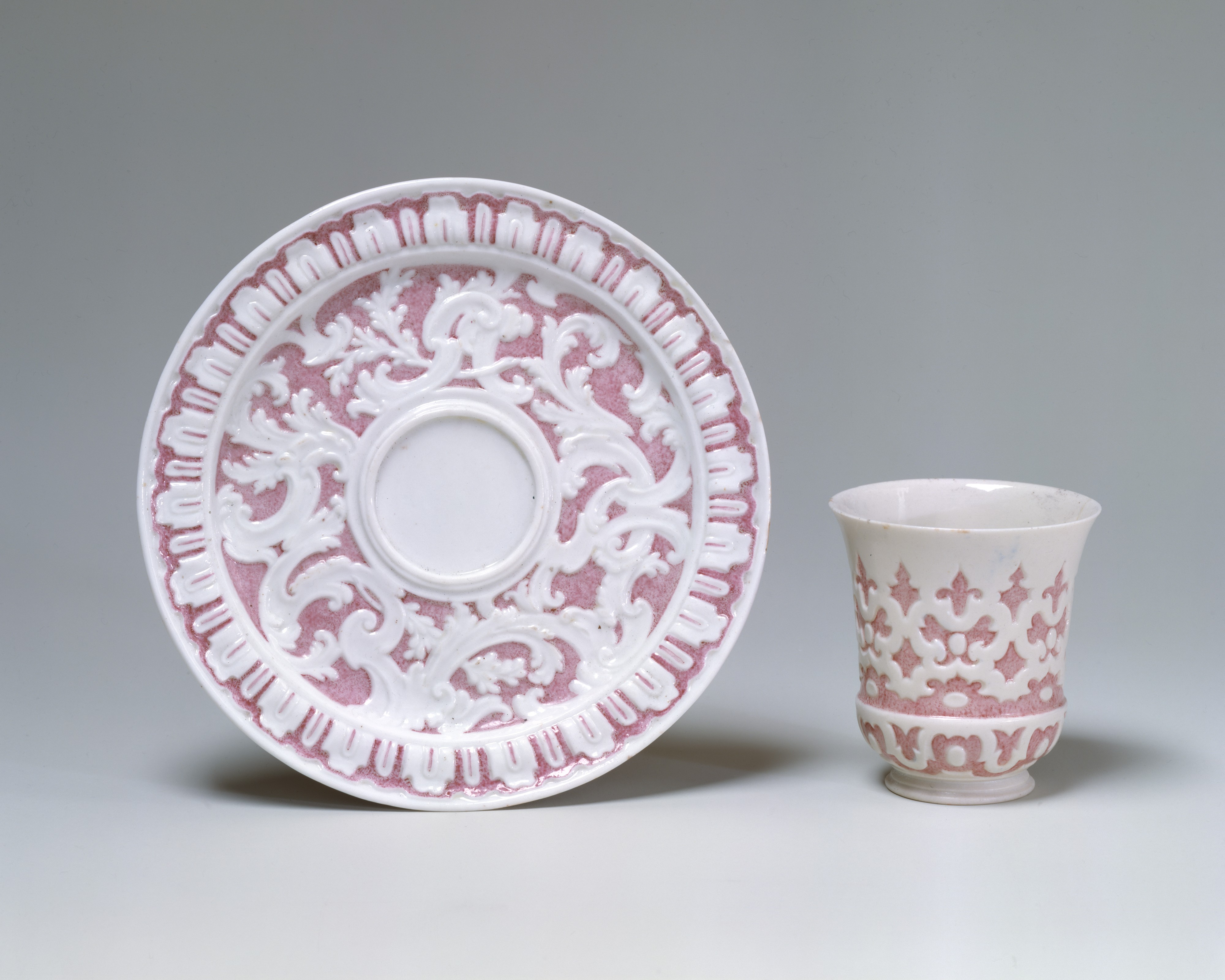
Becher und Untertasse mit ornamentalem Relief, ca. 1743
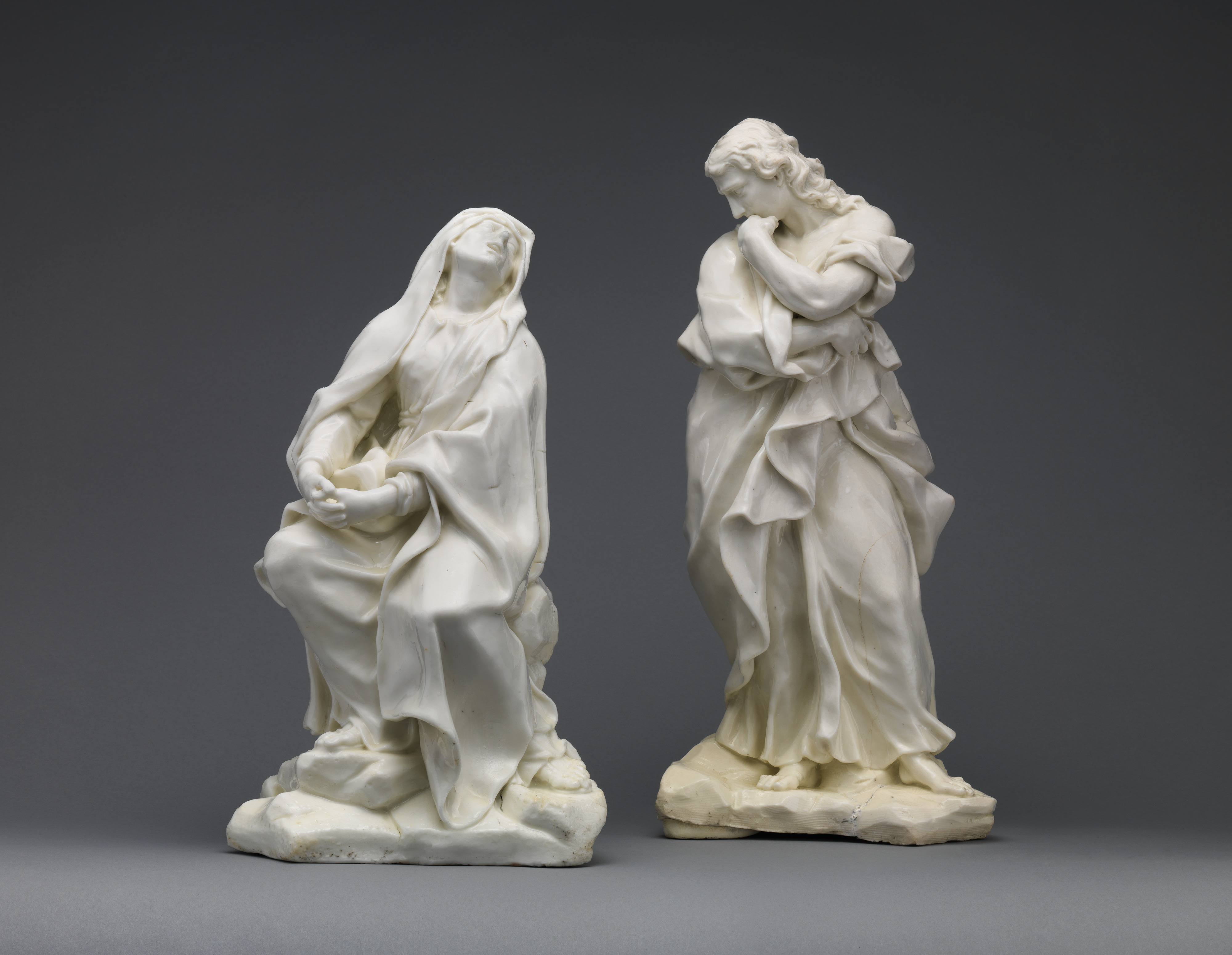
Mater Dolorosa und der Heilige Johannes der Evangelist (46,4 cm hoch) von einer Kreuzigungsgruppe, Gricci, ca. 1744
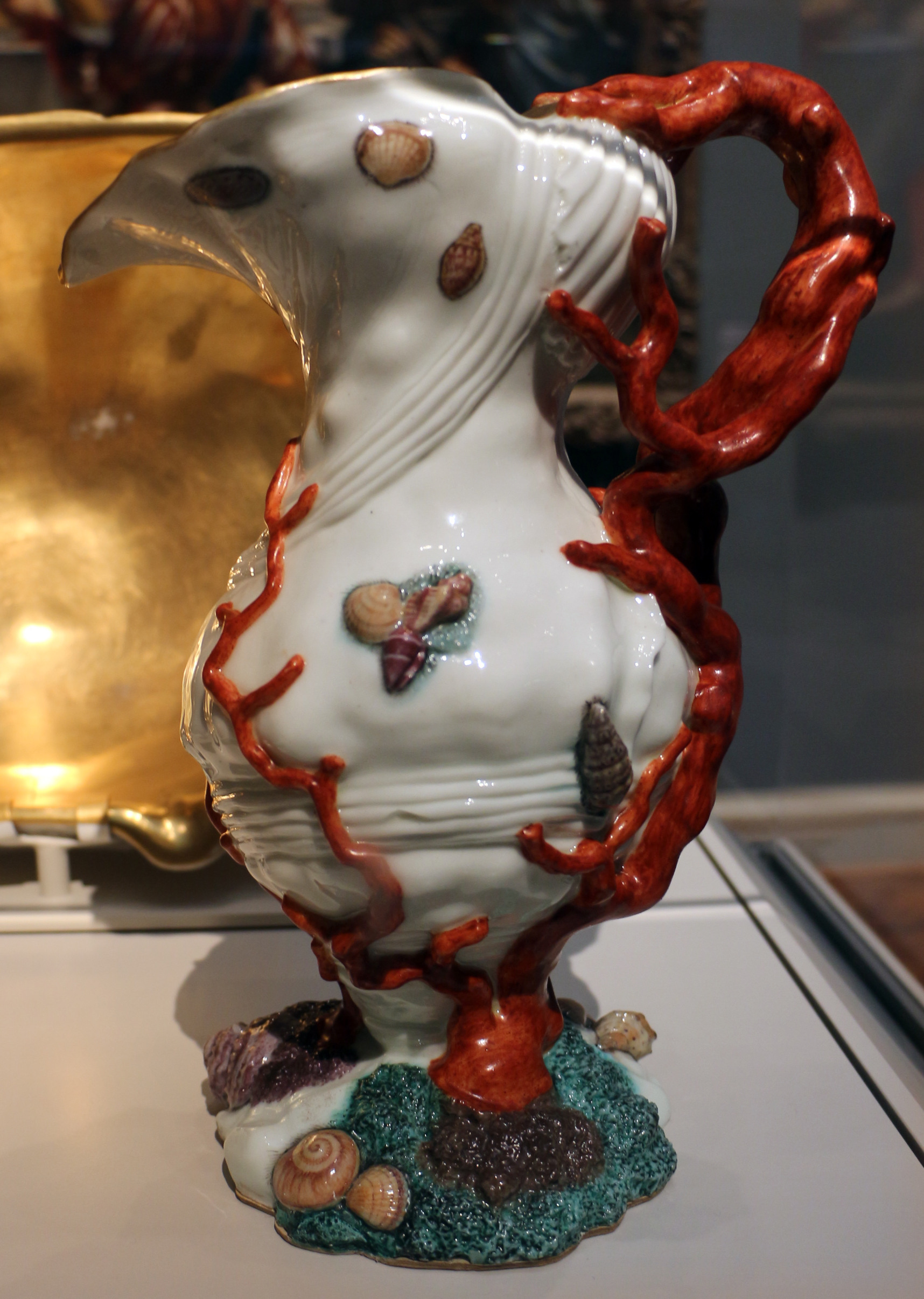
Wasserkrug mit Korallen und Muscheln, ca. 1745
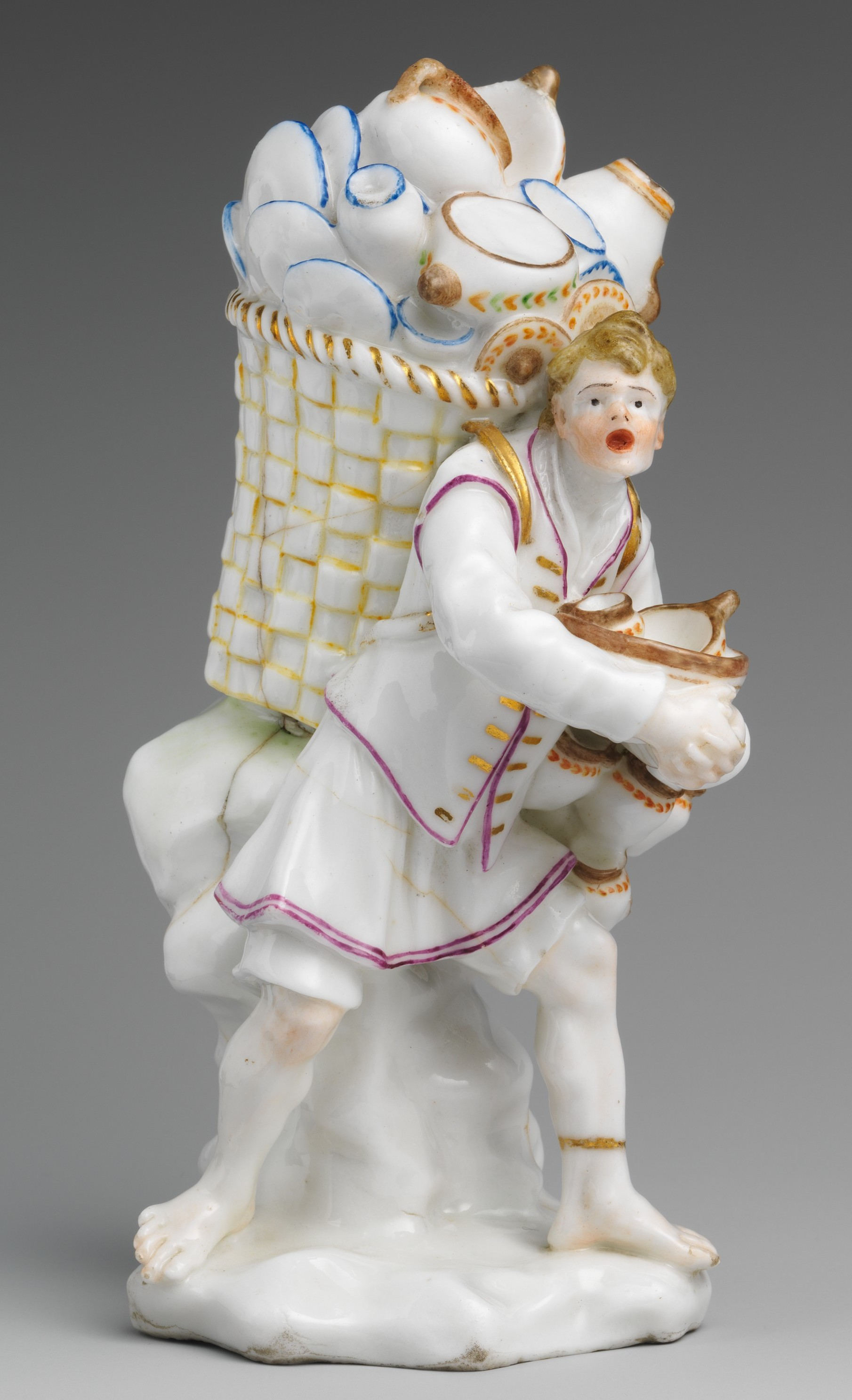
Figur eines Keramikverkäufers, c. 1745, basiert auf einer Druckgrafik nach einer Zeichnung von Annibale Carracci
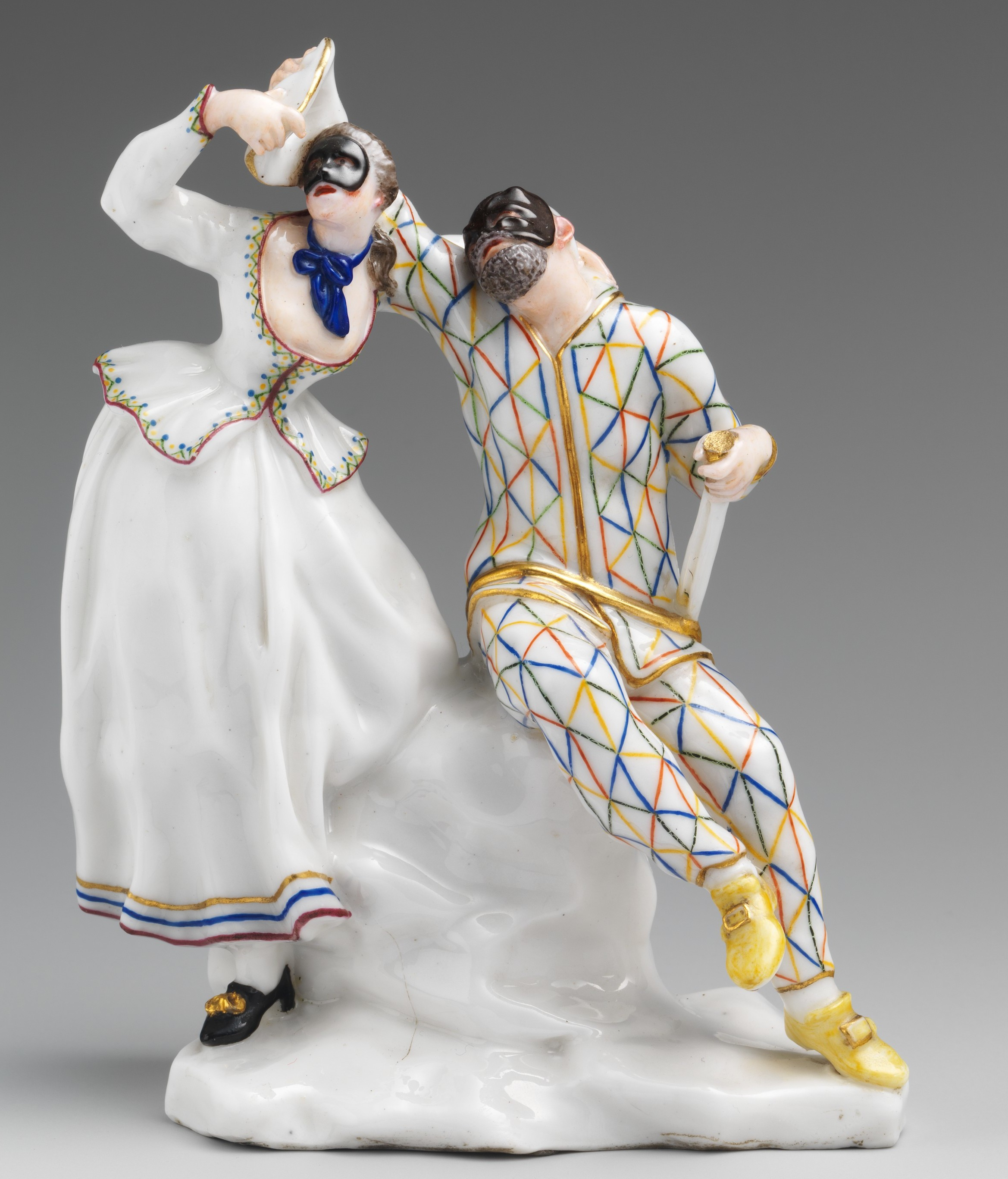
Harlequin und Columbine, ca. 1745
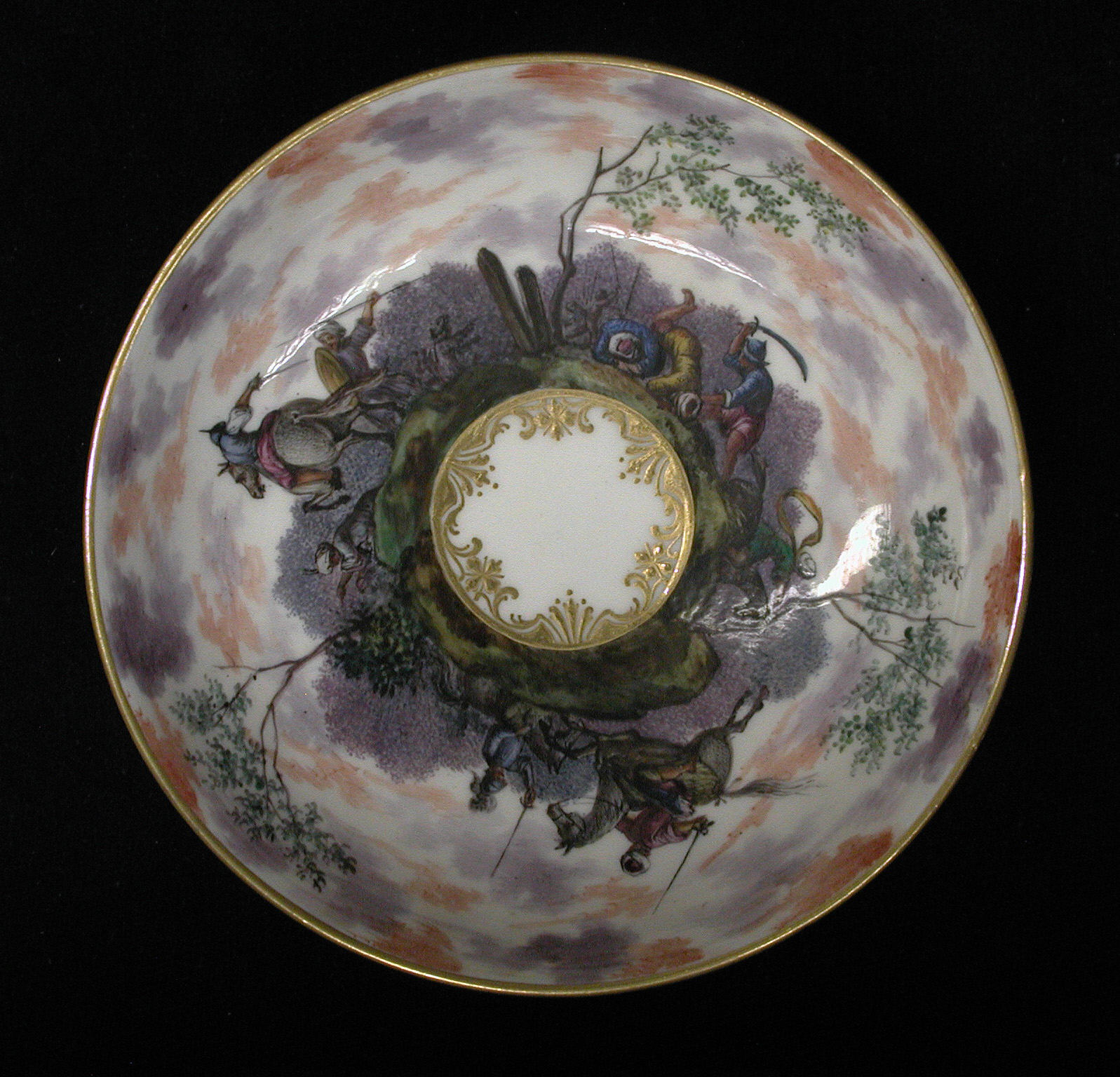
Untertassen mit kämpfenden Orientalen, von einem Tee- und Kaffeeservice
Tasse mit dem Relief einer Prunusblüte, chinesisches Dekor imitierend
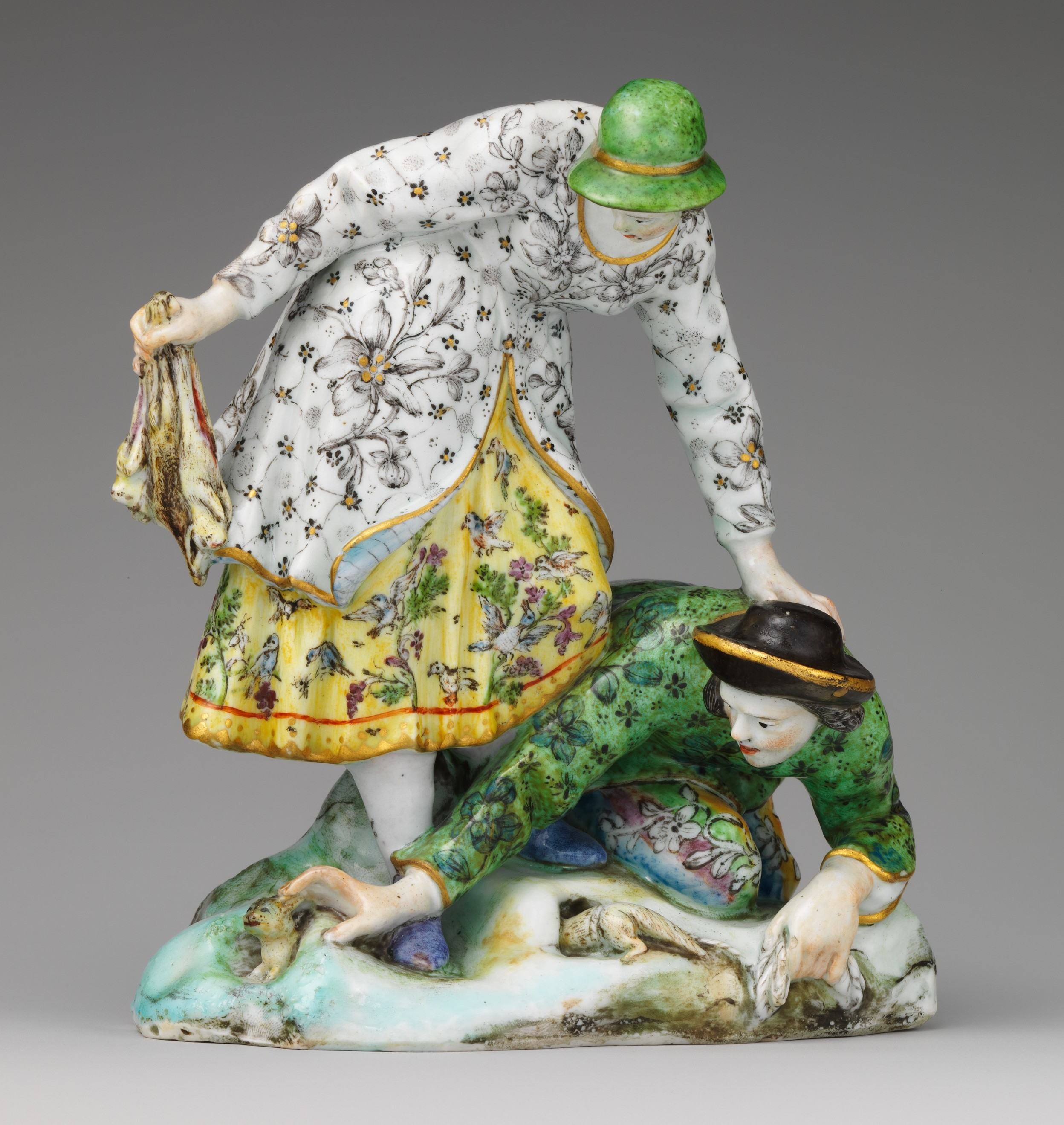
Hasenfänger, 1755–1759
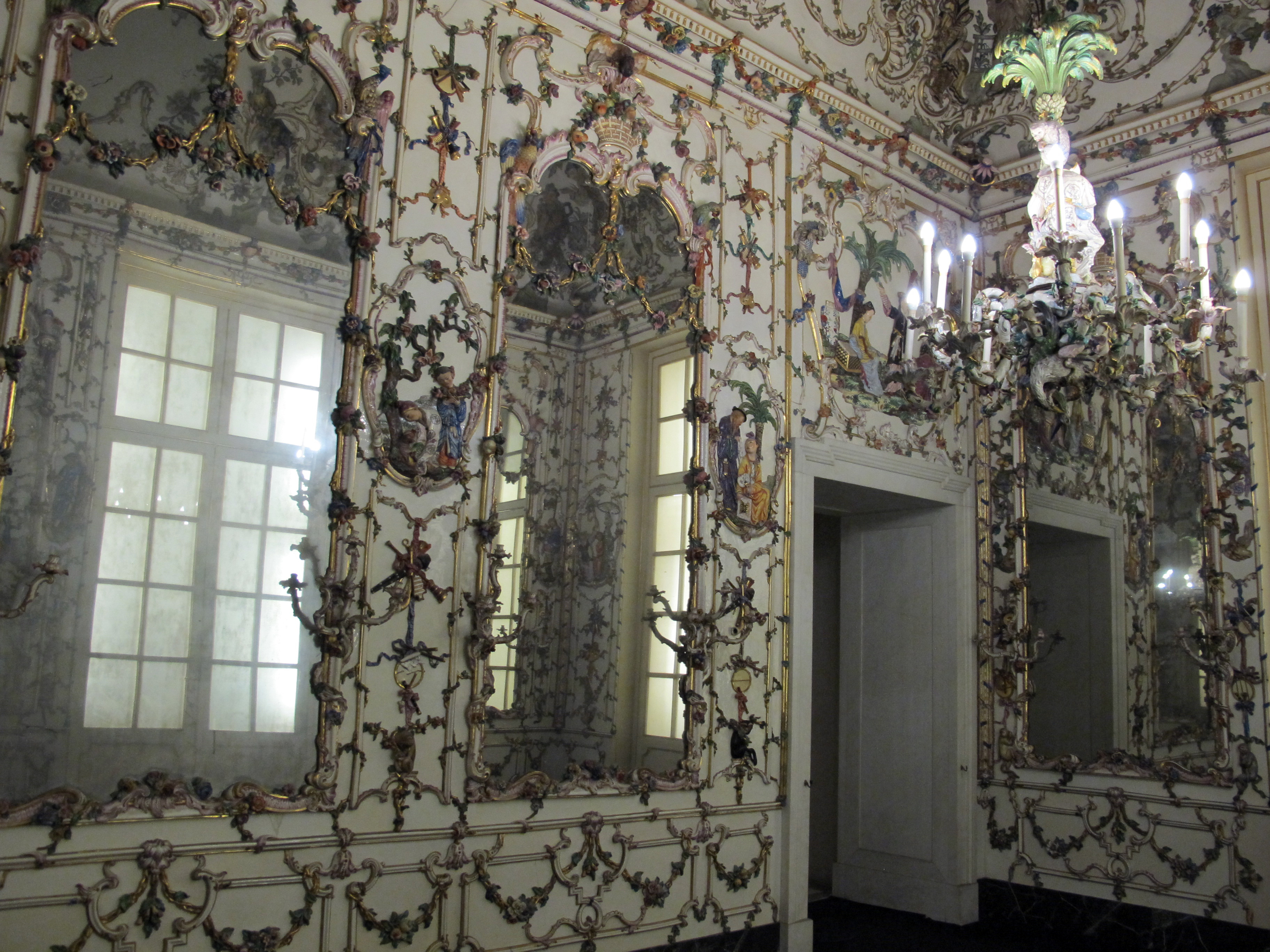
Der Porzellanraum heute in Capodimonte, ca. 1757–1759

### Neapel, 1771–1806
Die wiederbelebte neapolitanische Manufaktur stellte eine ähnliche Reihe von Produkten wie die alte Capodimonte Manufaktur her mit einer ähnlichen weichen Masse, die sie größtenteils wiederentdecken mussten. Sie stellten viele Genrefiguren und Tischware her. Figuren der alten Themen vom Straßenleben nutzten jetzt mehr konventionelle Proportionen und sie waren eher komplett bemalt. Die Stile wurden beeinflusst durch einen generellen europäischen Geschmackswandel hin zum Klassizismus, intensiviert durch ein lokales Interesse an den ständigen Ausgrabungen in Pompeji, Herculaneum und anderen Stätten nahe Neapel. Tischservice wurden in einer großen Varietät von Revivalstilen produziert, einschließlich römisch, ägyptisch, und „etruskisch“. Die „etruskischen“ Stücke wurde von antiken griechischen Vasen abgeleitet, die in etruskischen Gräbern sichergestellt wurden und dann als etruskische Kunstwerke eingeordnet wurden. Von 1782 war Domenico Venuti Direktor der Manufaktur, dessen Vater Marcello Venuti war für die königliche Sammlung der Antiken damals im Palast von Portici verantwortlich.

Ab den 1790er Jahren gab es auch eine große Produktion von Figuren in unglasierten Biskuitporzellan, das Marmor ähnelt. Viele waren lose Kopien von berühmten antiken Statuen, insbesondere aus der reichen königlichen Sammlung, einschließlich Porträtbüsten. Der Manufaktur war es erlaubt, diese auszuleihen, um sie zu kopieren. Eine Wandmalerei mit einer Szene, in der der Zentaur Chiron Achilles das Spiel der Lyra beibringt, wurde in den 1750er aus einem Haus in Herculaneum entfernt, wurde berühmt. Sie wurde zweimal reproduziert: einmal auf einem bemalten Tasse und als eine Biskuitfigurengruppe von der Manufaktur (das römische Wandbild aus dem 1. Jahrhundert war eigentlich eine Interpretation einer Skulptur in Rom).

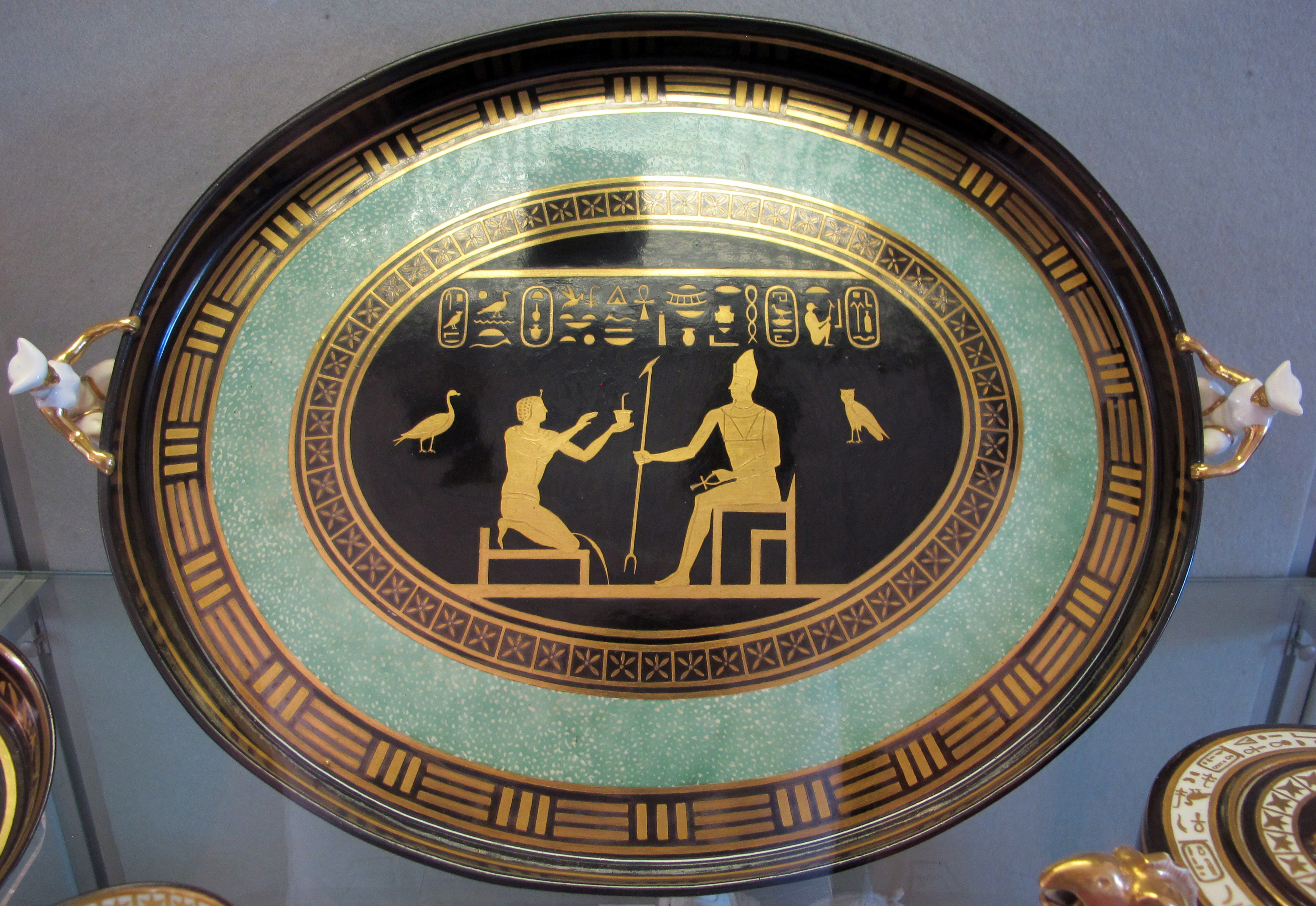
Teil eines ägyptischen Service, 1790er

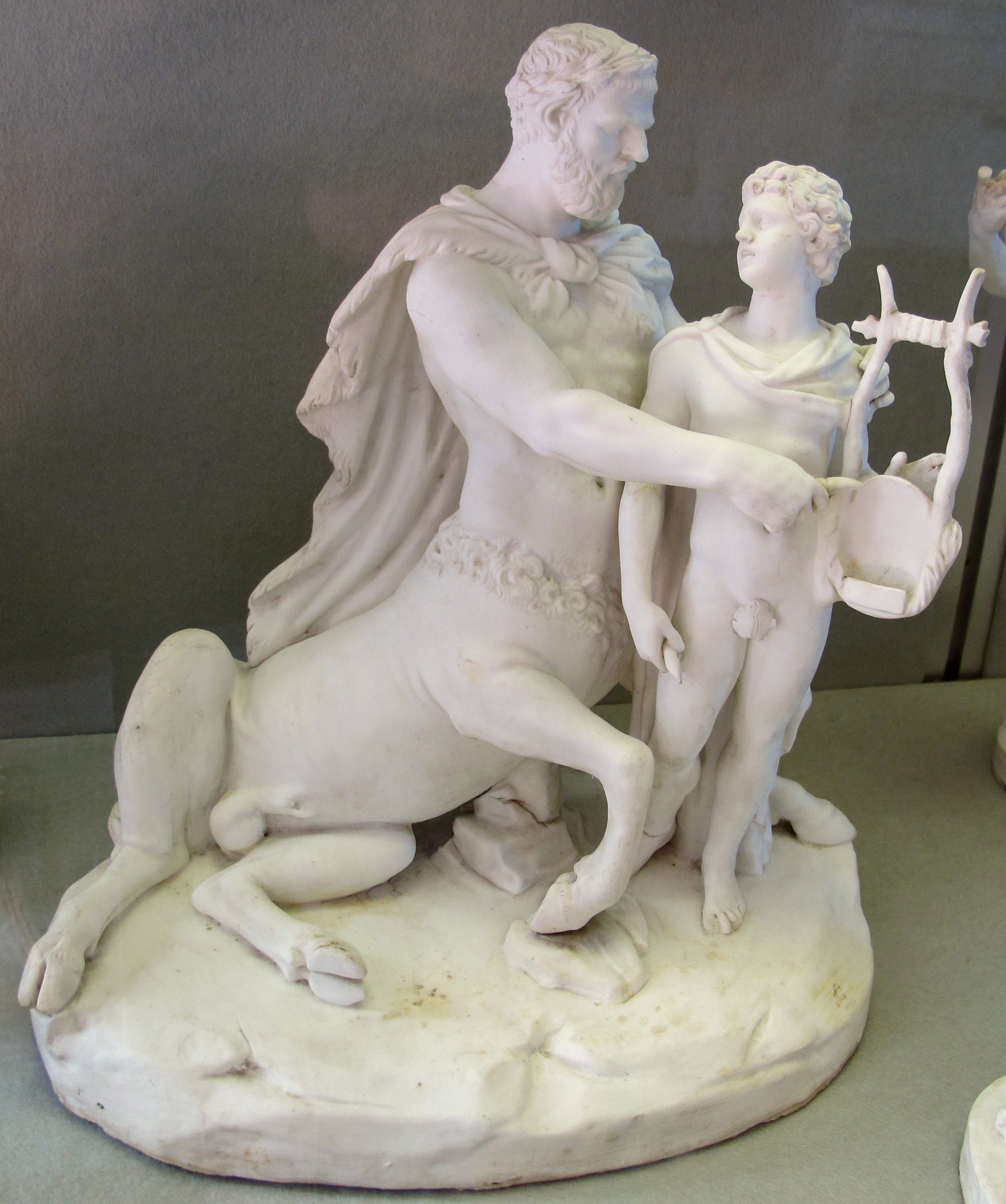
Achilles wird von dem Zentauren Chiron unterrichtet, die Lyra zu spielen, Biskuit, nach 1785

Die Tasse mit Chiron und Achilles war Teil eines Servizio ercolanese („Herculaneum-Service“), ein 88-teiliges Service, das Ferdinand seinem Vater Karl in Madrid zum Geschenk machte, er nahm die Themen für die Designs von den Entdeckungen in Herculaneum. Dies war das erste einer Serie von großen Services, die als diplomatische Geschenke gemacht wurden. Heute sind sie weit zerstreut. Eine 25 cm große Platte wurde 2012 für 20.000 Pfund verkauft. Das große Servizio dell'Oca mit Ansichten von der Neapel und Umgebung wird im Capodimonte Palast Museum ausgestellt. Andere Biskuitfiguren stellten aufwändige pelzige Tiere wie Hunde oder Bären dar, die ein aufgeraut gearbeitetes Biskuit aufwiesen. Wie in anderen Manufakturen in dieser Zeit begann man, großzügig Vergoldung zu nutzen.
Eine 53 cm hohe Figur eines heiligen Joseph, der das Jesuskind hält, wurde zuvor der Buen Retiro Manufaktur um 1765 zugeordnet, bis herausgefunden wurde, das sie eine Porzellanversion einer Statue von Giuseppe Sanmartino in der Taranto Kathedrale von 1790–92 war. 30 Jahre später als das Buen Retiro Team Italien verließ. Die Modellierung wird nun Gennaro Laudato zugeordnet einem neapolitanischen Bildhauer. Wenigstens eine andere Porzellangruppe wird ihm zugeschrieben. Obwohl sie keine Marke trägt, wird es als wahrscheinlich angesehen, dass die neapolitanische Manufaktur diese produziert hat. Der Körper scheint aus terraglia zu bestehen, die italienische Version von Creamware.
Neapel Porzellan, 1771 bis 1806

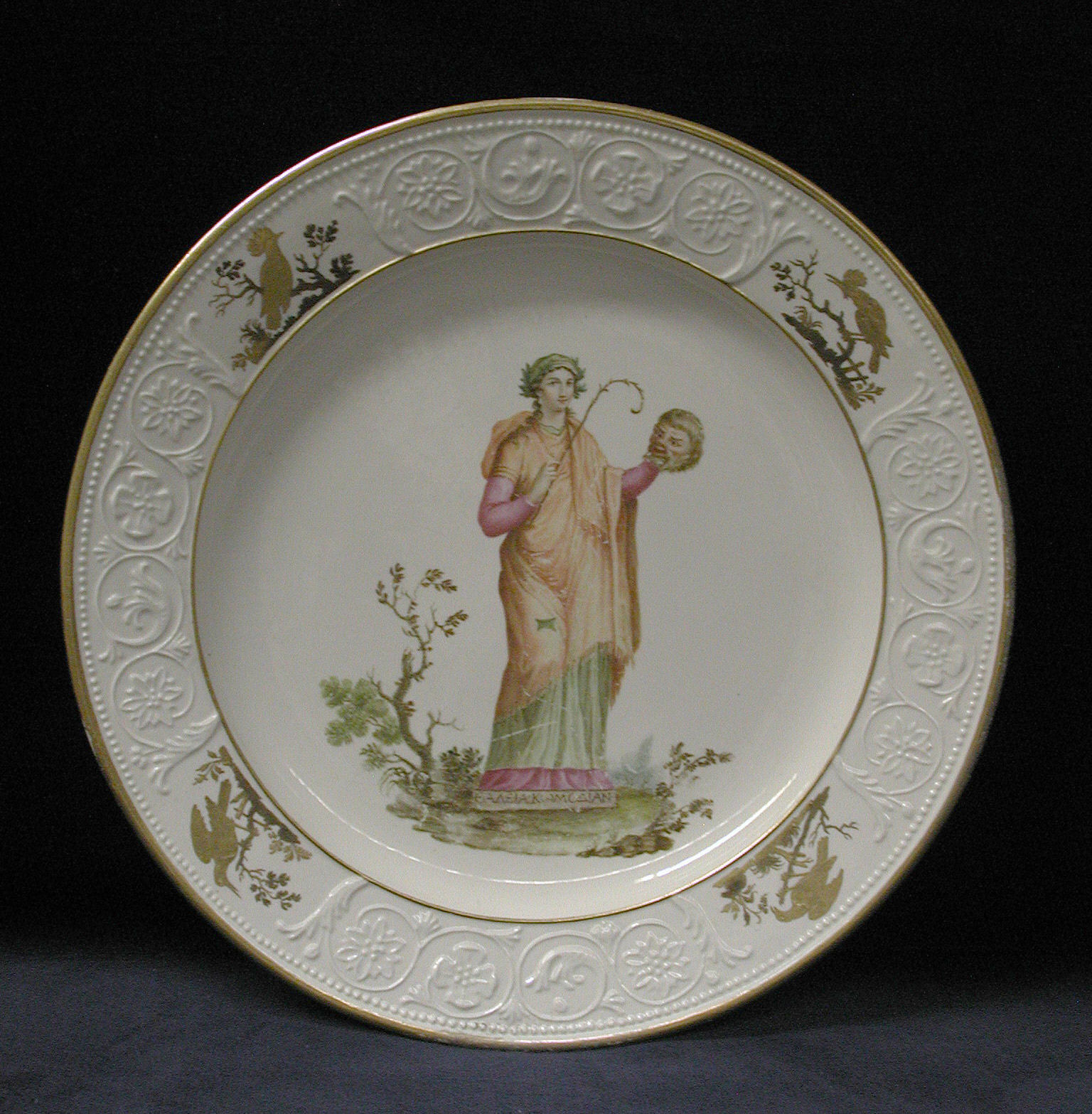
Klassizistischer Teller mit Thalia, der Muse der Komödie, aus dem Servizio ercolanese („Herculaneum Service“), nach einem Gemälde, das dort ausgegraben wurde, 1780–82.
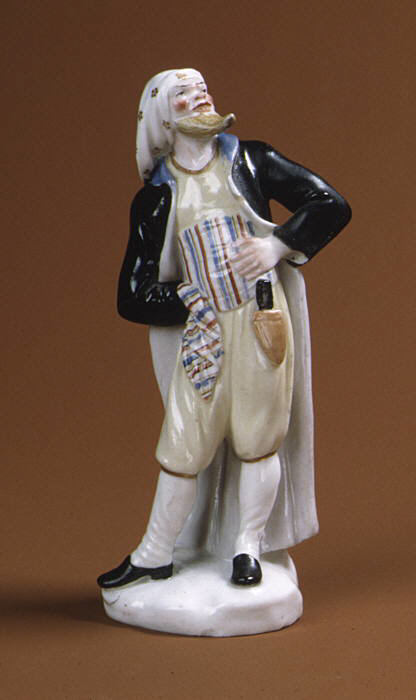
Figur des Pantalone, ca. 1790
Klassizistische Tasse und Untertasse
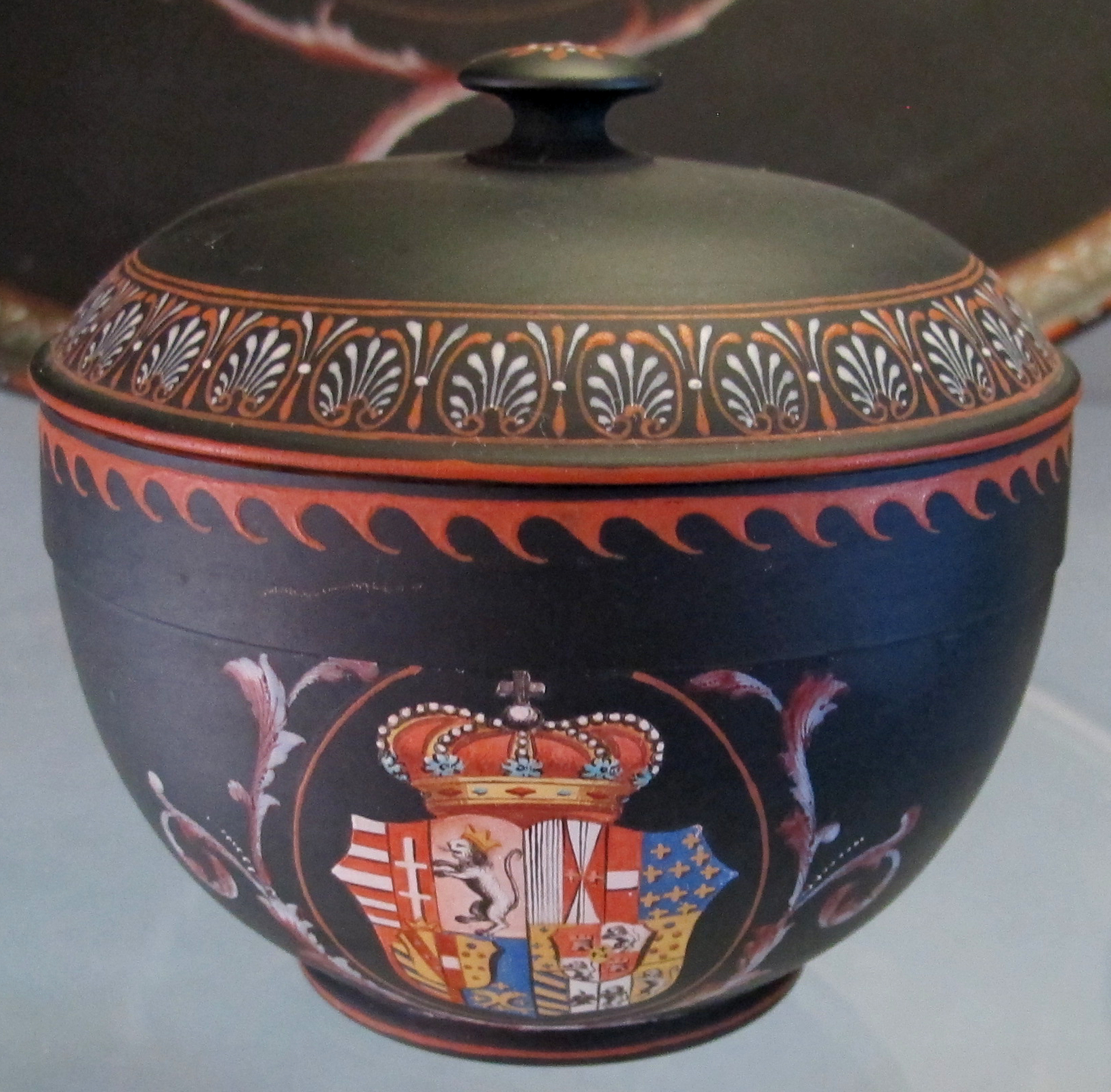
Schale mit Deckel aus einem Service, das den „Etruskischen Stil“ mit dem königlichen Wappen kombinierte, ca.  1790
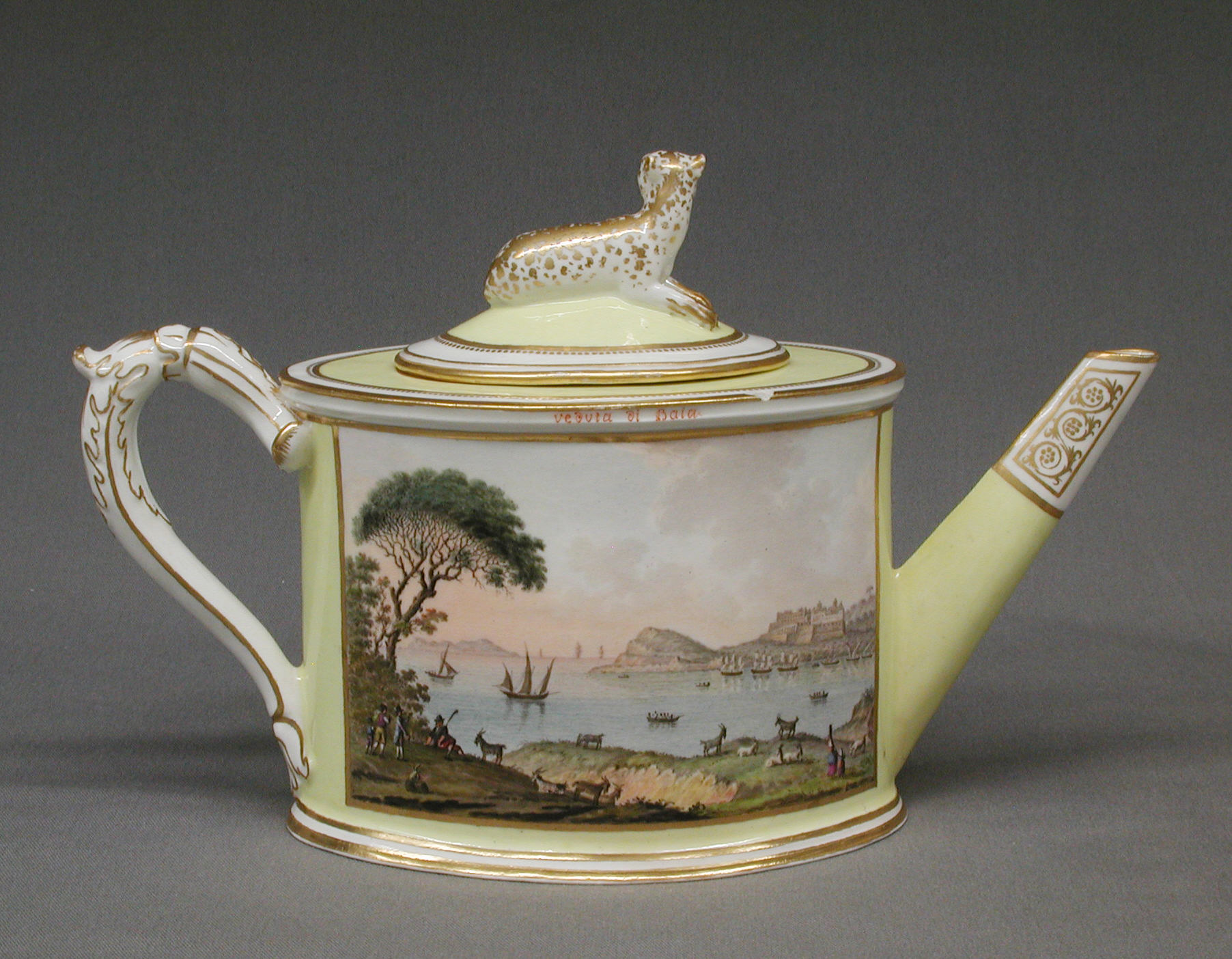
Teekanne von einem Serive mit Ansichten rund um Neapel, hier Baiae, 1790er.
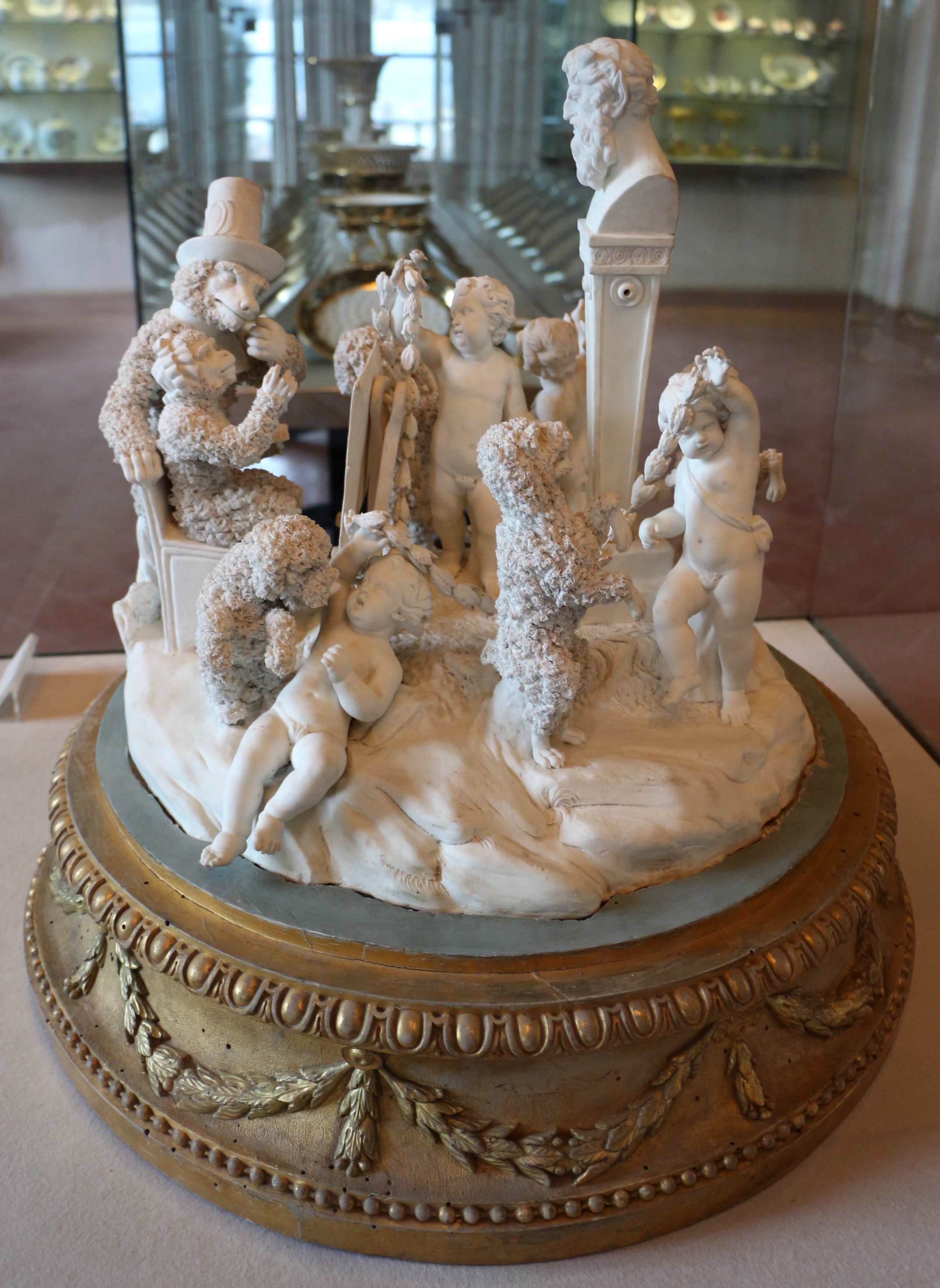
Gruppe Die Schule der Bären, in erhabenem Biskuitporzellan, ca. 1785.
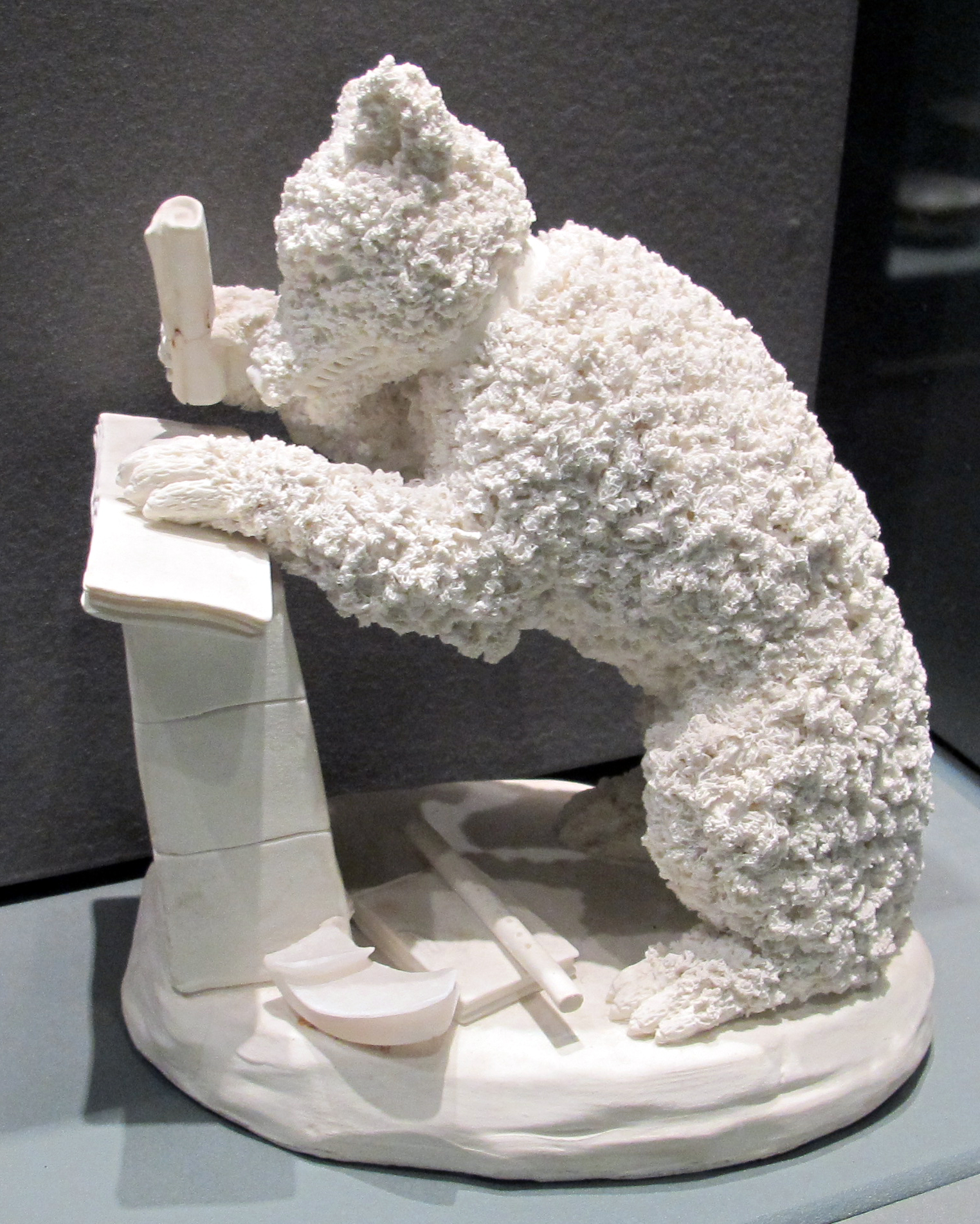
Bär in Biskuit, stammt von einer die Liberalen Künste repräsentierenden Gruppe, 1790er
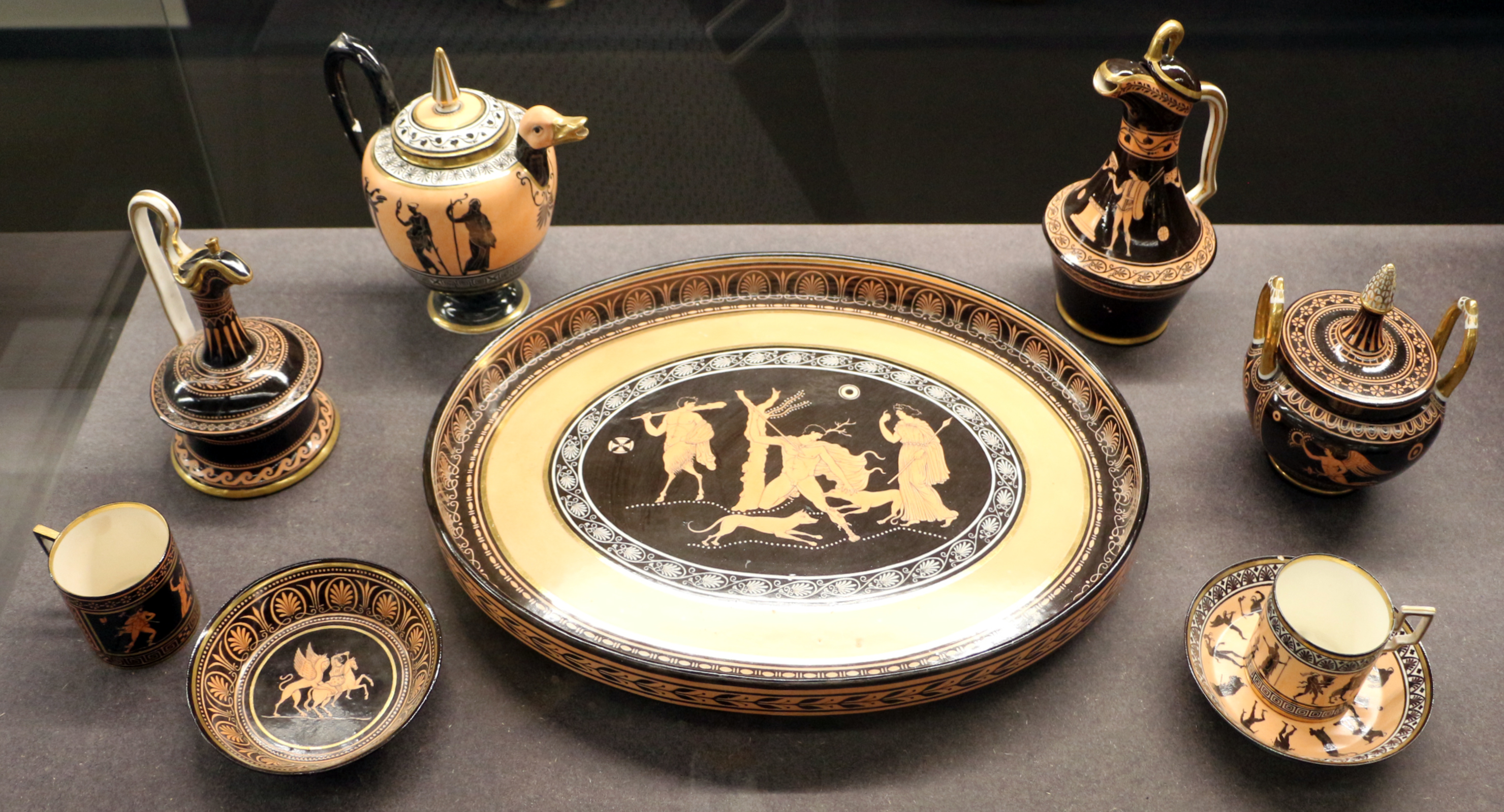
Gruppe aus einem Service in „Etruskischen“ Stil, 1790er
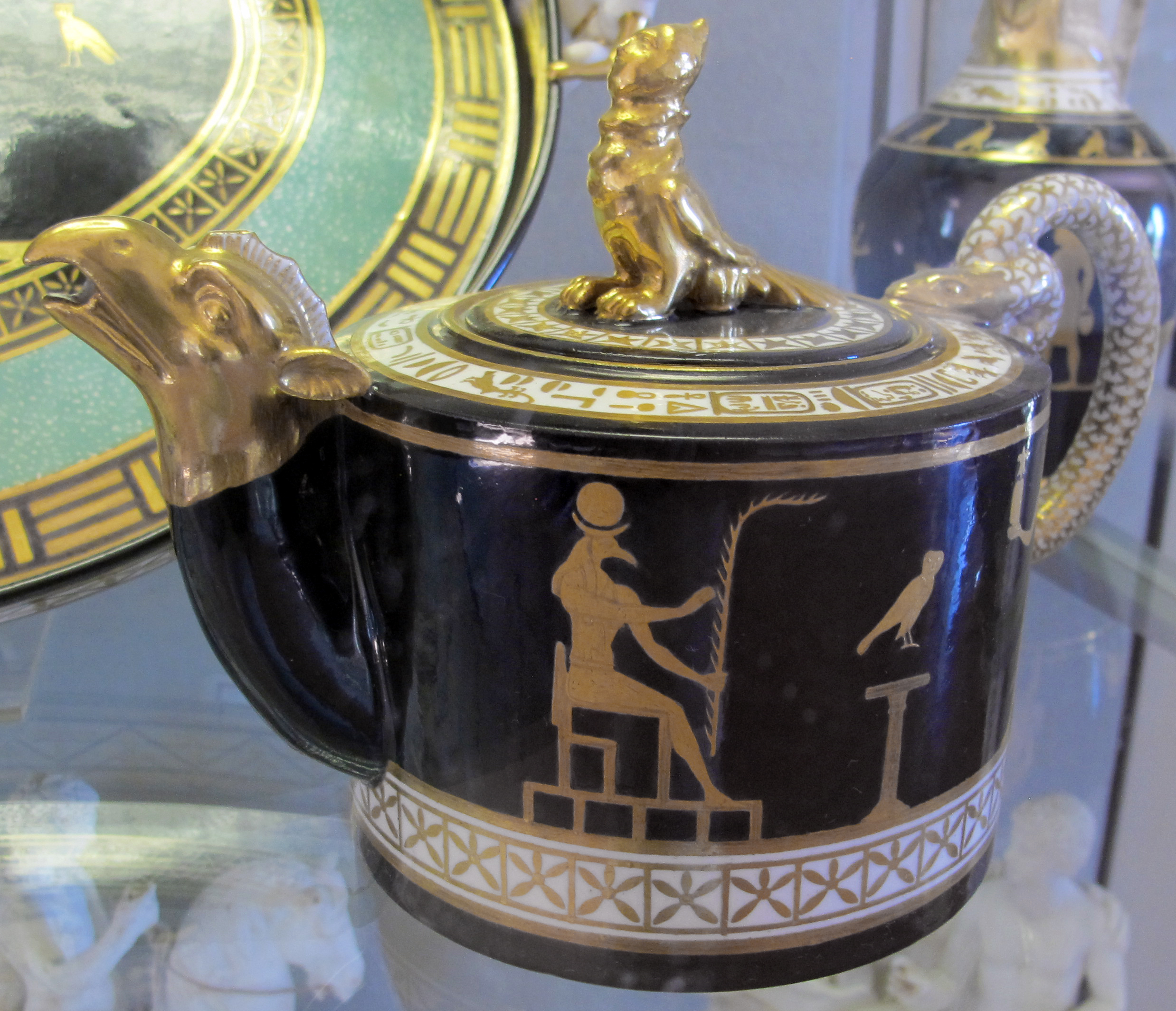
Teekanne von einem Service in ägyptischen Stil, 1790er

### Spätes „Capodimonte“
Die verschiedenen Manufakturen deren Waren ab dem frühen 19. Jahrhundert als „Capodimonte“ verkauft wurden, blieben meistens viktorianisierte Versionen der Formen und Stile des 18. Jahrhunderts. Der Palast von Caserta stellte einige große und zu verspielte Vasen zur Schau und Gruppen von Figurinen wurden groß und kompliziert. Trotzdem trugen sie oft noch die Kleidung des 18. Jahrhunderts. Blumenkörbe aus Porzellan wurden beliebt, genauso wie Stücke, die à jour gearbeitet waren, die man auch spagetto nannte. Im 20. Jahrhundert entwickelte sich ein Stil von chaotisch gekleideten Bauern mit Walt Disney Cartoon Erscheinung, zusammen mit einer sub Klasse von Steingutstücken, meistens Boxen von entsetzlicher Qualität mit messingfarbener Vergoldung. Diese Stücke hatten trotz allem das gekrönte „N“ als Marke.

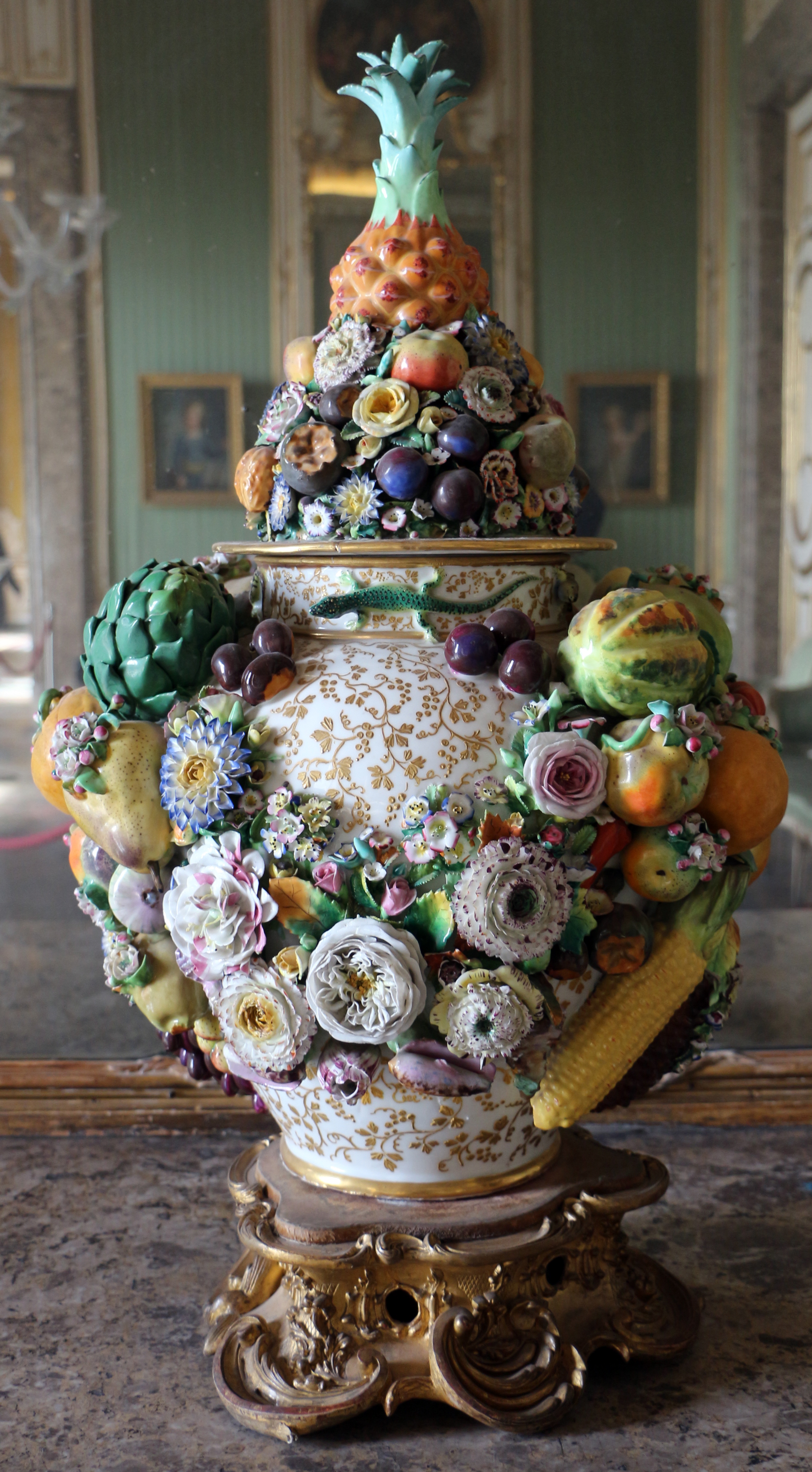
Vase des 19. Jahrhunderts mit modellierten Früchten und Blumen im Königlichen Palast von Caserta
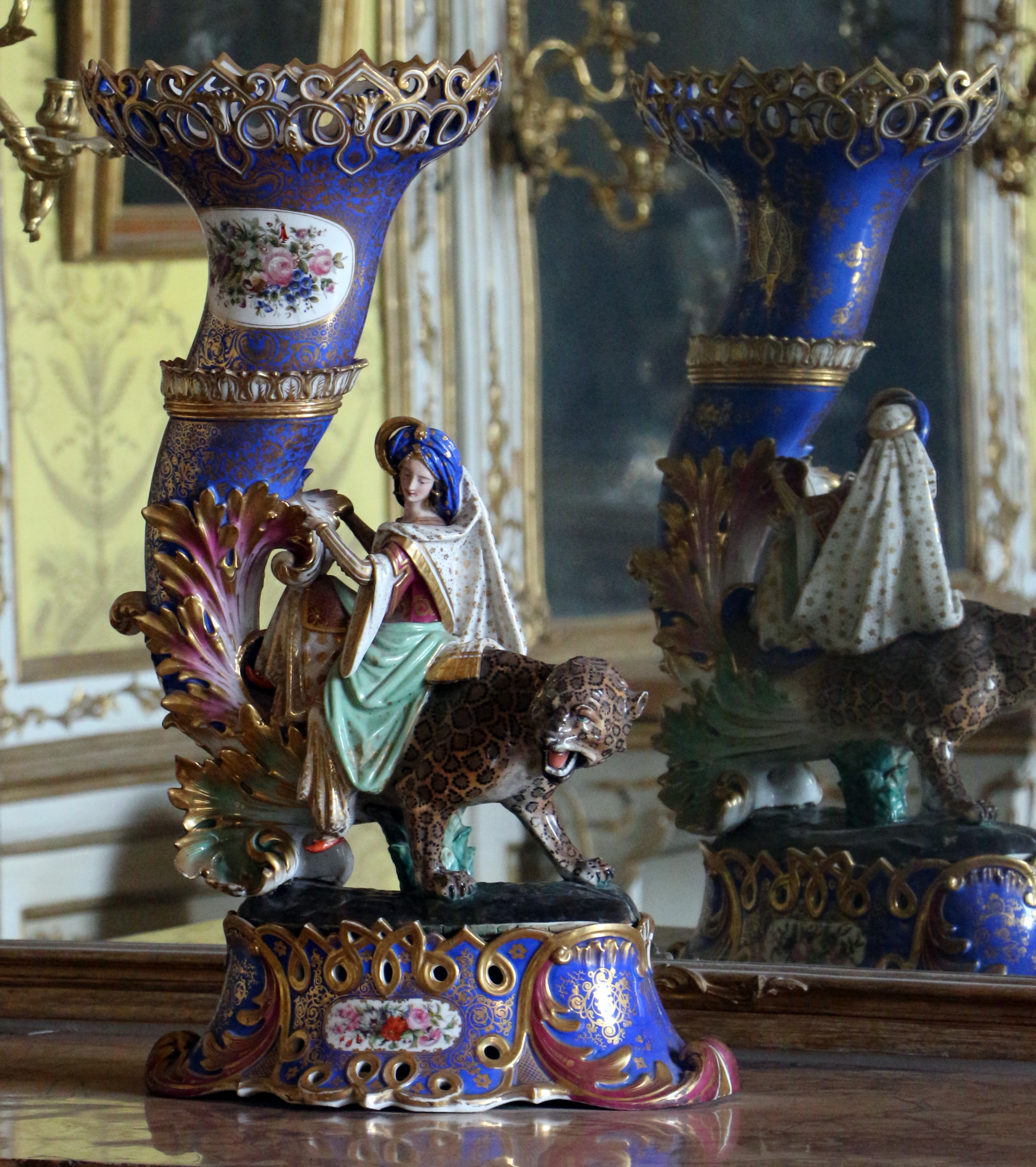
Vase mit einer orientalischen Dame, die rückwärts auf einem Leoparden sitzt, in Caserta
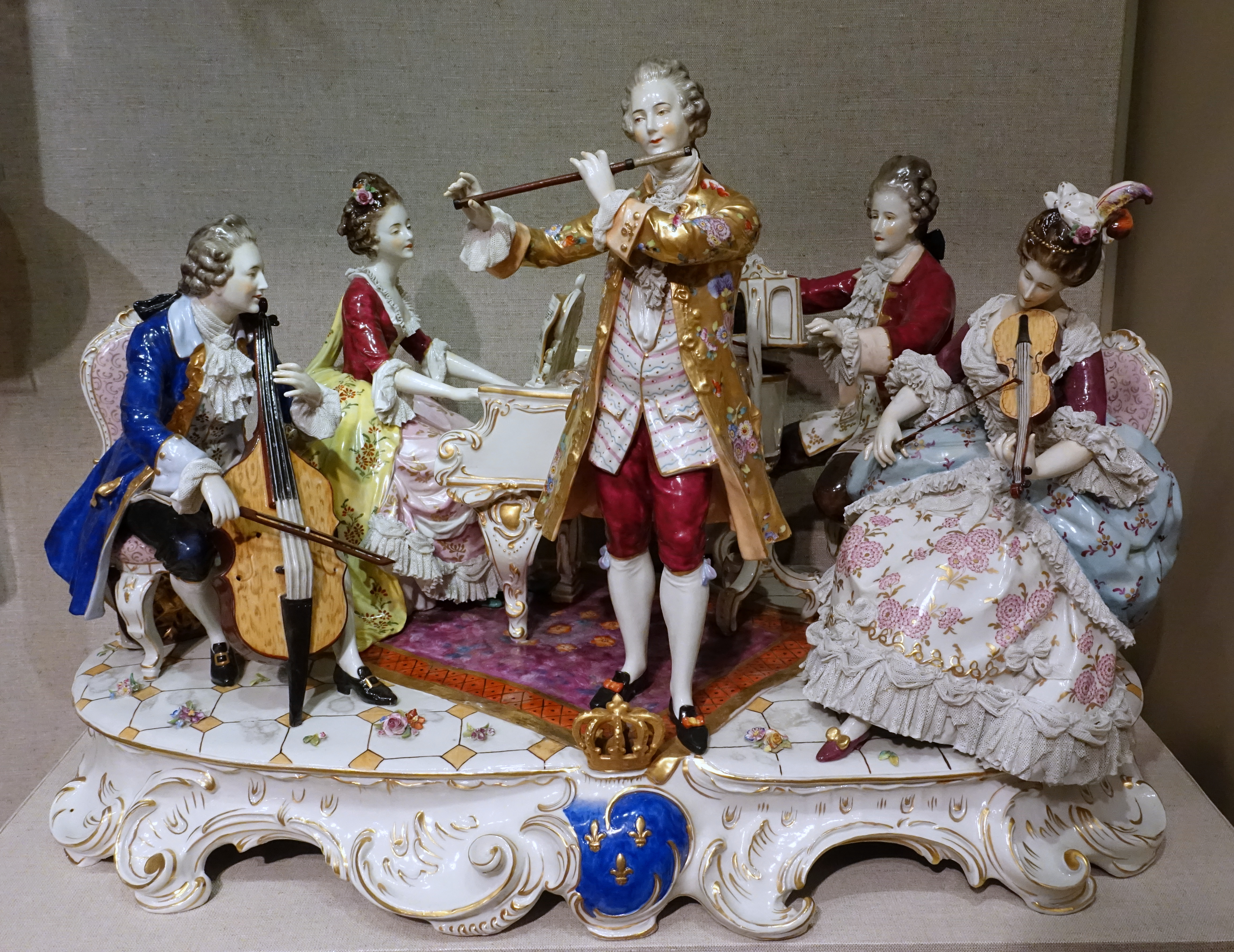
Gruppe von Musikern in Kleidung des 18. Jahrhunderts, spätes 19. bis frühes 20. Jahrhundert
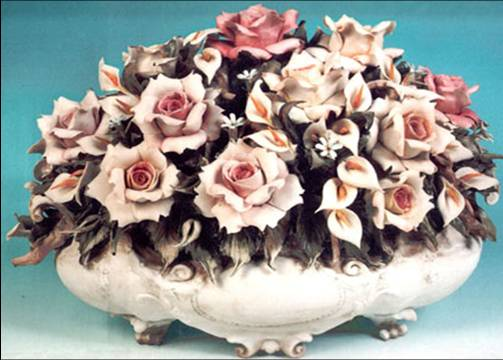
Majello Blumenkorb
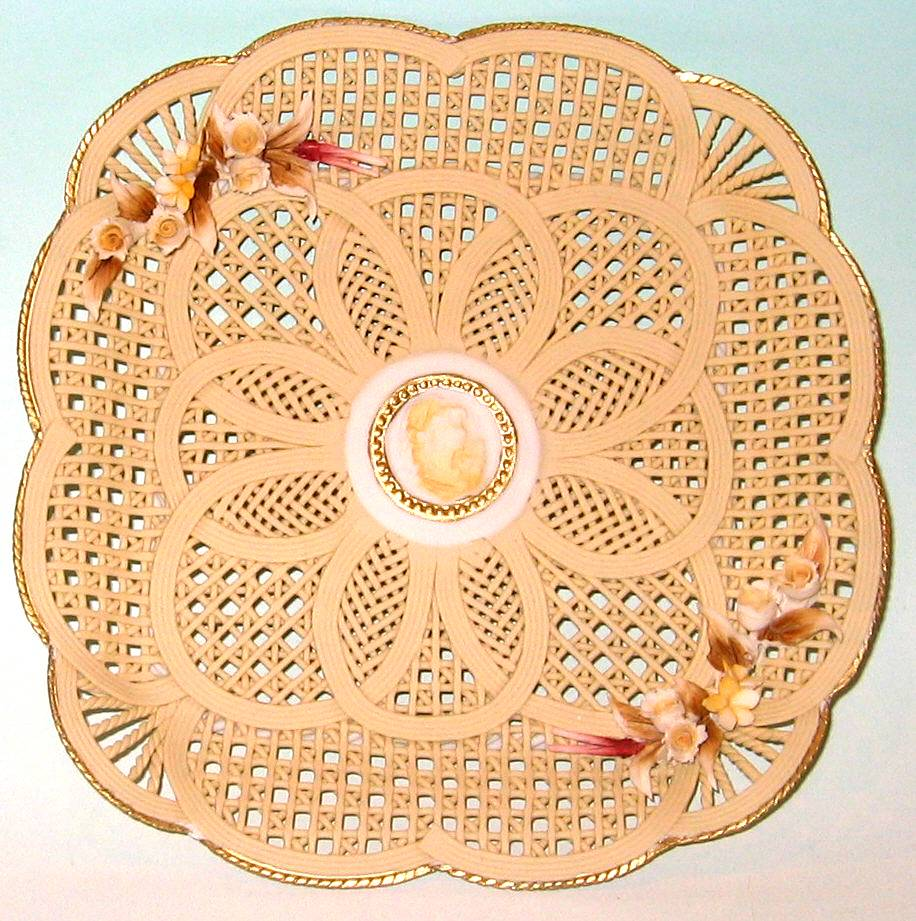
„Spagetto“-Tablett, Majello